# Ditrysia
I Ditrysia Börner, 1925 rappresentano la maggiore e la più evoluta tra le quattro divisioni in cui viene suddiviso l'infraordine Heteroneura, appartenente all'ordine Lepidoptera. Comprendono circa 155 000 specie, pari a oltre il 98% delle farfalle e delle falene descritte.

## Descrizione

### Adulto
La caratteristica sinapomorfica più evidente, che contraddistingue la divisione e ne determina il nome, è la presenza, nell'apparato riproduttore femminile, di due separate aperture genitali, una destinata all'accoppiamento, e l'altra all'ovodeposizione. Le ali non presentano microtrichi, e le nervature non sono molto sviluppate.
Il meccanismo di accoppiamento tra le ali, che permette il sincronismo nel movimento di queste ultime durante il volo, assume un valore sistematico. La maggior parte delle superfamiglie possiede un accoppiamento frenulo-reticolare, nel quale una singola setola oppure un gruppo di setole (il frenulum), poste sulla costa delle ali posteriori, si aggancia alla parte posteriore della pagina inferiore dell'ala anteriore, in corrispondenza di un piccolo uncino o un gruppo di scaglie (il retinaculum); è questo ad esempio il caso delle Sphingidae, ma si può affermare con buona approssimazione che questo modello rappresenti praticamente la regola all'interno dei Ditrysia; fanno tuttavia eccezione i Tortricoidea ed alcuni Zygaenoidea, nei quali il frenulum è fortemente ridotto o assente. Va inoltre sottolineato che nei Papilionoidea e nei Bombycoidea (escluse le Sphingidae), si osserva invece un accoppiamento alare definito amplessiforme, in cui l'area umerale dell'ala posteriore si espande fino a diventare un ampio lobo, che forma una sorta di sovrapposizione tra le due ali.
Come in tutti gli Heteroneura, il primo sternite addominale è andato perso, ma qui in particolare, fatta eccezione per i Tineoidea, i Gracillarioidea e gli Yponomeutoidea, tutte le altre superfamiglie presentano un secondo sternite addominale di tipo tortricomorfo, tanto da essere state riunite nel clade Apoditrysia da Minet nel 1983.
L'apparato boccale è tipicamente di tipo succhiante: le mandibole, dopo la fase pupale sono atrofizzate oppure, in alcuni gruppi primitivi, sono presenti ma hanno perso la loro funzionalità, non essendo articolate; i lobi interni delle mascelle (lacinie) sono atrofizzati, e comunque non sclerotizzati, mentre i lobi esterni (galee) sono invece molto allungati e contrapposti a formare il canale della spirotromba, ovvero un apparato utile alla suzione, che in fase di riposo viene riavvolto a spirale. In talune famiglie, tuttavia, a seguito di un adattamento secondario, la spirotromba si riduce fino ad essere rudimentale e non funzionante o addirittura assente (p.es. nei Lasiocampidae). Il lobo prelabio-ipofaringeo è assente.
La forma e la struttura delle antenne rappresenta un altro carattere di valore tassonomico, anche se non sempre condiviso; mentre le famiglie appartenenti ai Papilionoidea mostrano antenne clavate (Rhopalocera), quelle delle altre superfamiglie possono assumere le forme più varie (Heterocera), ed in particolare i rappresentanti dei taxa dalle Drepanoidea in poi, dotati di dimensioni maggiori, sono stati riuniti da Thomas Algernon Chapman nel clade Macroheterocera (1893).
I sessi sono spesso molto differenti, sia nella colorazione, sia nelle dimensioni, sia nella struttura dell'addome.
L'apertura alare è molto variabile, andando da 1,5 mm (Brephidium exile, fam. Lycaenidae), a oltre 300 mm (Attacus atlas, fam. Saturniidae).

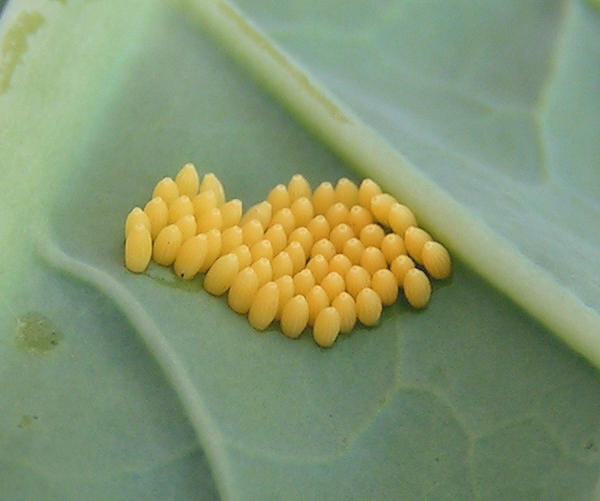
Uova di Pieris brassicae (Pieridae).

### Uovo
La forma dell'uovo, e più in dettaglio la struttura della sua superficie, variano molto da gruppo a gruppo, e talvolta persino da specie a specie all'interno della stessa famiglia; è tuttavia possibile tracciare alcune linee di tendenza generale. Chapman (1896) riassunse le varie tipologie di uovo in due macrocategorie, in funzione della loro forma: 1) Uova erette, in cui l'asse micropilare è perpendicolare alla superficie di appoggio; 2) Uova appiattite, in cui tale asse corre parallelo al substrato. Chapman osservò per esempio che il modello eretto è più frequente tra i Noctuoidea ed i Papilionoidea, mentre il tipo appiattito è più diffuso nel resto dei taxa, ad esempio tra i Bombycoidea, dove ha superficie più liscia, e tra i Geometroidea, ove invece appare più scanalato.

### Larva
La larva, detta comunemente bruco per quanto riguarda i lepidotteri, rappresenta lo stadio in cui ogni specie cerca di accumulare le riserve alimentari che le permetteranno di effettuare la metamorfosi in immagine. Questo è vero particolarmente per quelle famiglie in cui l'adulto ha perso la capacità di alimentarsi e svolge esclusivamente la funzione di accoppiamento (p. es. Lasiocampidae, Erebidae Lymantriinae), ma è valido anche per i taxa in cui l'adulto si alimenta attivamente tramite la spirotromba (come p. es. nelle Nymphalidae).

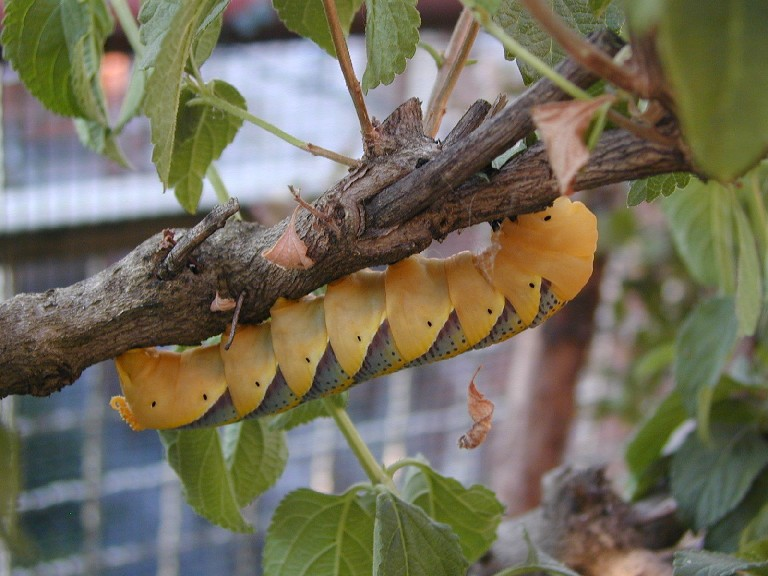
Bruco di Acherontia atropos (Sphingidae)

Hinton (1947) pose l'accento sulla struttura del capo, ed in particolare della sutura epicraniale e delle suture frontali, analizzando come queste due caratteristiche anatomiche variassero nei differenti gruppi. La lunghezza della sutura epicraniale è in relazione all'angolo con cui il capo è posizionato rispetto al torace. Nelle specie in cui le larve si alimentano libere, il capo è ipognato con sutura epicraniale lunga (ad es. nelle Pieridae), mentre nelle specie in cui i bruchi si alimentano nascosti all'interno di cavità, il capo è semiprognato, con sutura epicraniale breve (p. es. nelle Lyonetiidae o in alcune Coleophoridae). Nelle famiglie in cui la larva è una minatrice fogliare, infine, come nel caso delle Tortricidae, il capo tende ad essere decisamente prognato e la sutura epicraniale arriva al punto di scomparire del tutto, tanto che le suture frontali reggiungono il solco epicraniale, e la fronte perde la caratteristica forma a triangolo, per diventare trapezoidale.
Nella maggior parte delle famiglie, in prossimità del labium, è presente una filiera, che viene utilizzata per tessere il bozzolo in cui il bruco si ritira per proseguire lo sviluppo.

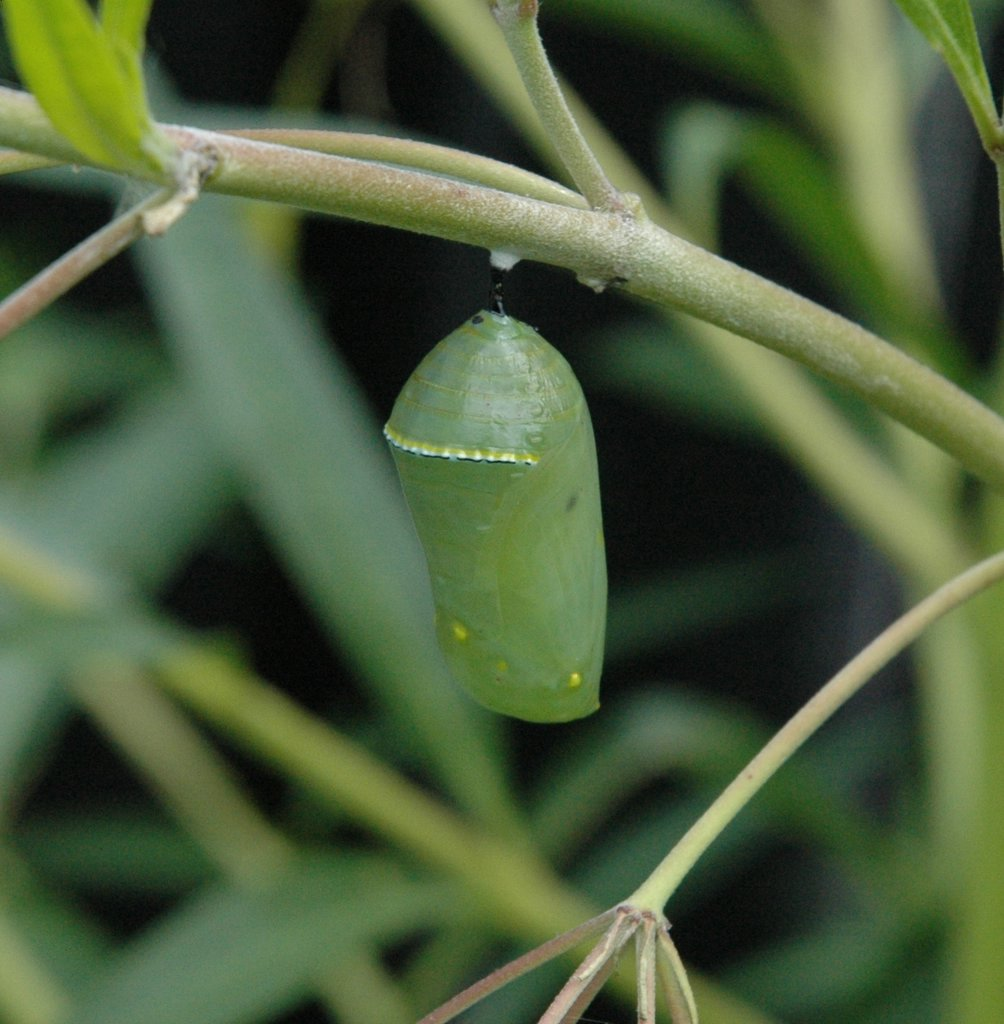
Pupa obtecta di Danaus plexippus (Nymphalidae)

### Pupa
I Ditrysia, come tutti i Lepidoptera, sono insetti olometaboli, quindi vanno incontro ad una fase pupale, interposta tra la larva e l'adulto, durante la quale la trasformazione più evidente è rappresentata dallo sviluppo delle ali.
La pupa può essere dectica, quando sono presenti mandibole funzionali ed una discreta capacità di movimento, oppure adectica, qualora sia priva di mandibole funzionanti e sia del tutto immobile. La pupa dectica è sempre definita anche exarata, ossia possiede appendici libere e distaccabili. La pupa adectica può essere exarata oppure obtecta, con appendici cementate o fuse con il corpo; all'interno dei Ditrysia, tutte le pupe adectiche sono obtecte, e rappresentano i gruppi più evoluti, pur con qualche rara eccezione.
In particolare, oggi si includono nel clade Obtectomera tutte le superfamiglie dalle Whalleyanoidea in poi (vedi cladogramma seguente), mentre fino agli anni '90 del XX secolo si intendevano per Obtectomera le superfamiglie dalle Epermenioidea in poi.

## Distribuzione e habitat
Le varie superfamiglie sono rinvenibili in tutto il mondo, dall'estremo nord fino alle isole antartiche, pur con una maggiore ricchezza nelle fasce tropicali e sub-tropicali, giungendo a colonizzare praticamente ogni ecosistema sulla terra emersa.

## Biologia

### Alimentazione

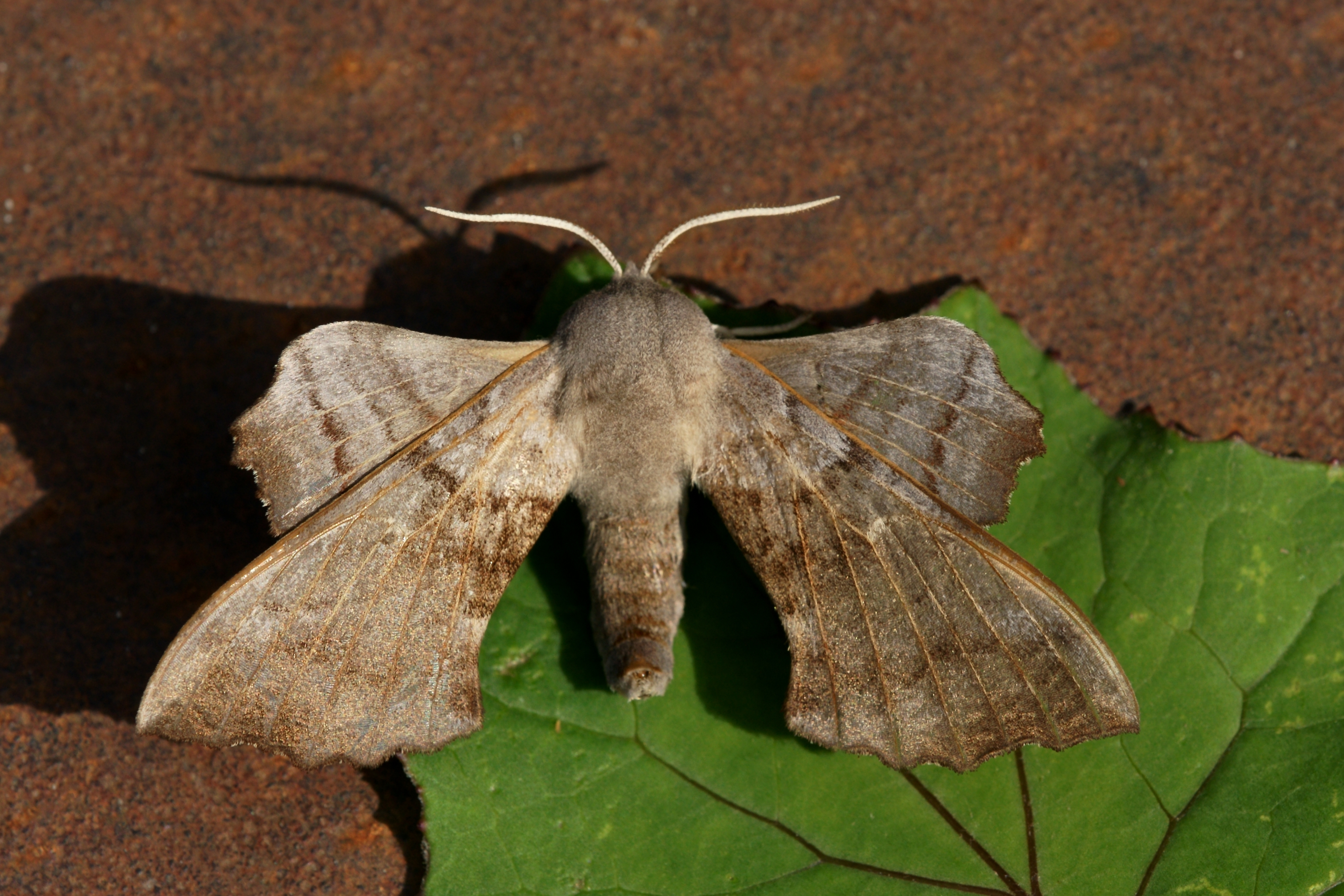
Laothoe populi (Sphingidae)

Gli adulti delle specie che possiedono un apparato boccale funzionante, possono nutrirsi di una svariata gamma di substrati, dal nettare dei fiori, come nel caso delle Pieridae, fino al polline, alla linfa o ai fluidi derivanti dalla frutta in decomposizione o dalle carcasse animali (ad es. alcune Nymphalidae). Caliptra minuticornis e C. eustrigata (Noctuidae) hanno sviluppato la capacità di perforare la cute degli animali e dell'uomo, per alimentarsi del loro sangue (ematofagia), mentre Lobocraspis griseifusa (Nolidae) sugge il secreto lacrimale dall'occhio dei bufali d'acqua in Thailandia. Gli adulti di alcune Sphingidae (Acherontia atropos, Laothoe populi e Sphinx ligustri) riescono a "rubare" il miele dei favi, direttamente perforandoli dall'esterno.

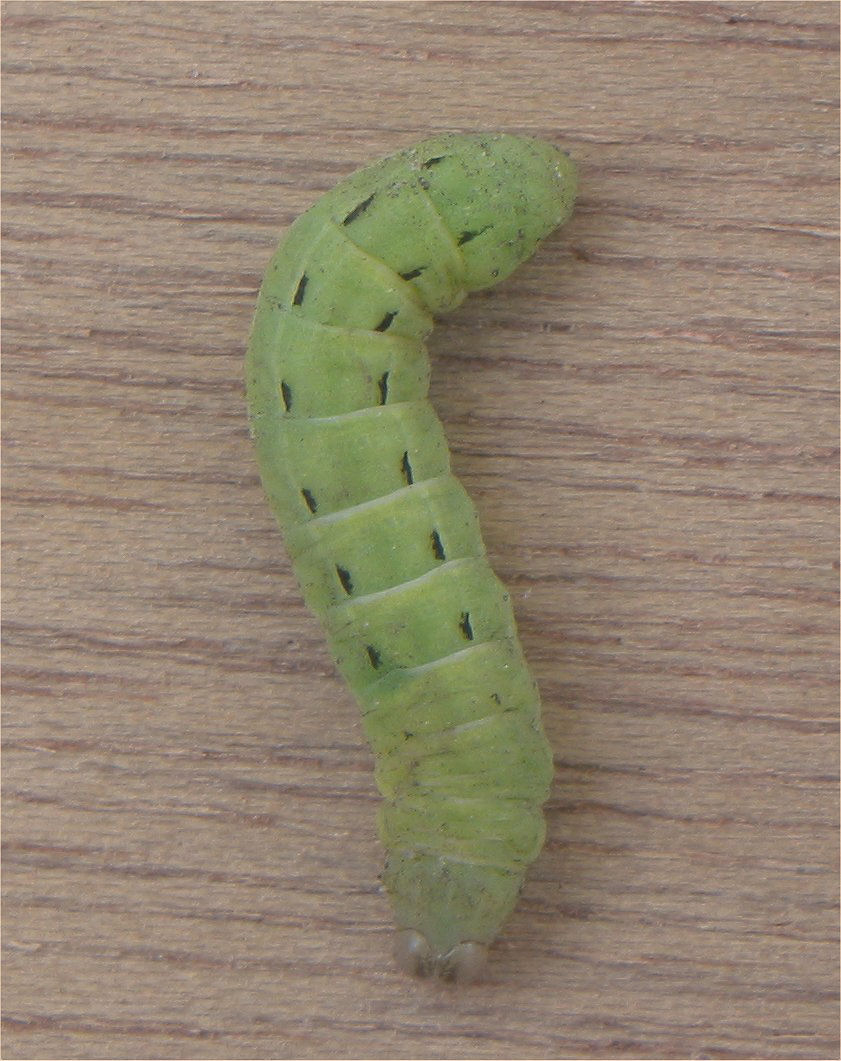
Bruco di Noctua pronuba (Noctuidae)

Le larve della stragrande maggioranza dei Ditrysia si alimentano a spese dei tessuti vegetali delle piante ospite, ma non esclusivamente delle foglie, bensì anche dei meristemi, delle radici, come Noctua pronuba (Noctuidae), nonché del legno del tronco, come nel caso di Zeuzera pyrina (Cossidae). Esistono anche casi di larve che si accrescono alimentandosi di funghi, di carcasse di animali, delle feci di volpe, come Monopis weaverella (Tineidae), oppure della cera e del miele degli alveari, come nel caso di Achroia grisella (Pyralidae).
Un caso interessante di predazione è rappresentato dai bruchi di alcune specie di Eupithecia (Geometridae) delle Hawaii, che imitano la forma ed il colore di un ramoscello, ma appena un insetto cerca di posarvisi stimolando le appendici sensoriali, scattano all'improvviso e lo catturano per divorarlo.
Le larve di un'altra specie Hawaiiana, Hyposmocoma molluscivora (Cosmopterigidae), creano una trappola simile ad una ragnatela, con cui catturano i gasteropodi del genere Tornatellides, per poi mangiarli vivi.

### Parassitismo

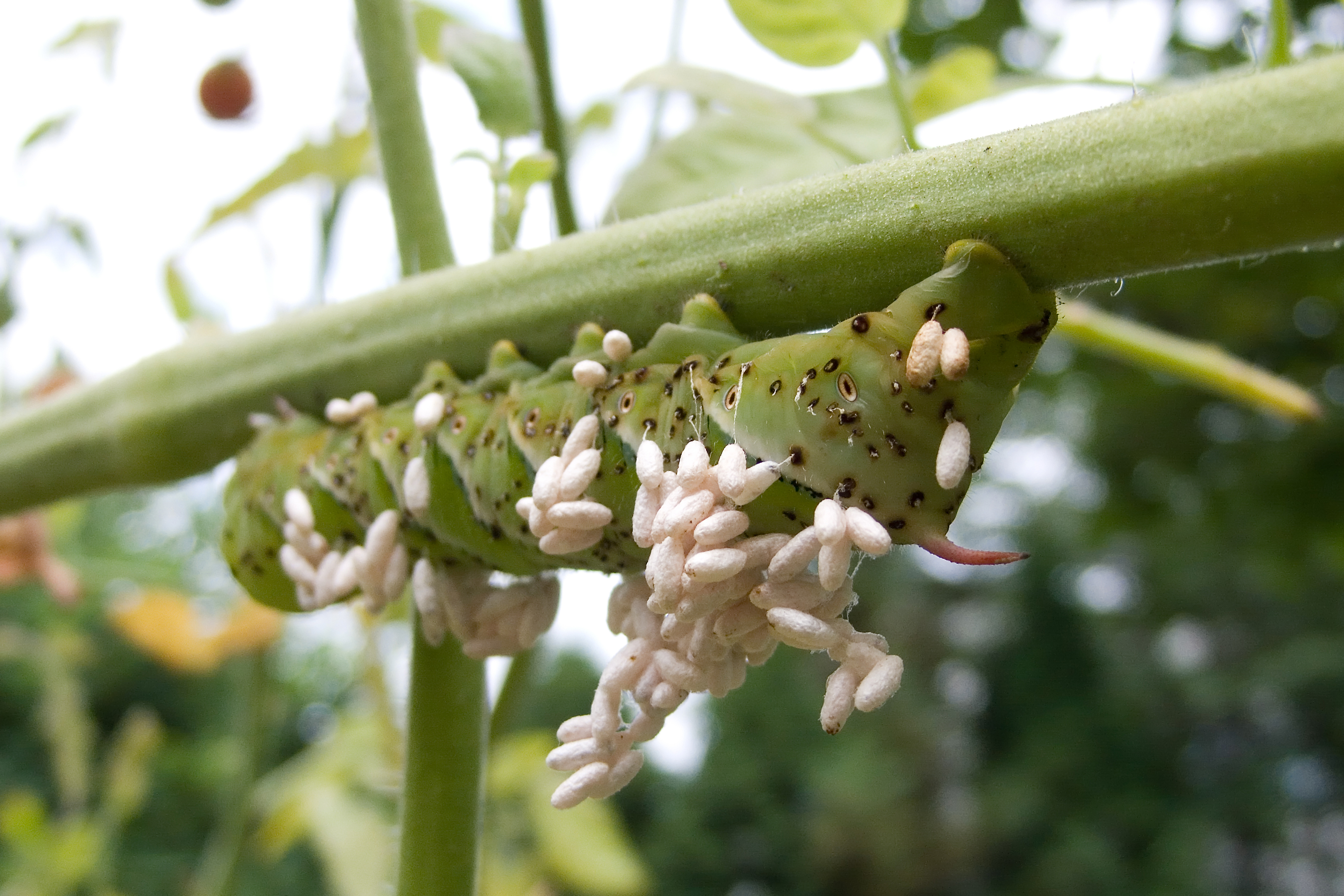
Larva di Manduca sexta parassitata da vespa braconide

I bruchi di diverse specie di Ditrysia subiscono parassitismo da parte di altri insetti, fondamentalmente appartenenti agli ordini Diptera (ad es. Tachinidae) ed Hymenoptera (p. es. Braconidae, Chalcididae, Ichneumonidae, Trichogrammatidae), che inoculano le proprie uova nella larva, che verrà in seguito utilizzata come riserva alimentare. Le forme di parassitismo osservate si possono distinguere essenzialmente in due categorie: idiobionti e coinobionti, a seconda che il parassita permetta o meno all'ospite di proseguire lo sviluppo, e giungere a metamorfosi dopo l'attacco.
Nel parassitismo idiobionte (più primitivo), il bruco viene immobilizzato o ucciso all'atto della deposizione delle uova, e solitamente riguarda le specie che si alimentano libere sulle foglie della pianta ospite.
I parassiti coinobionti, al contrario, attaccano di solito le larve di specie che si alimentano nascoste all'interno delle foglie (come nel caso delle minatrici fogliari), che continuano lo sviluppo postembrionale, offrendo pertanto una maggiore protezione alla prole del parassita.

## Tassonomia

### Superfamiglie
La tassonomia di questo gruppo è abbastanza controversa, in quanto di frequente vengono pubblicati nuovi studi che modificano la posizione di alcuni taxa.
La divisione comprende 30 superfamiglie, a loro volta suddivise in 114 famiglie, oltre 15 000 generi e circa 155 000 specie:
- Superfamiglia Alucitoidea Leach, 1815 (2 famiglie, 20 generi, 230 specie)
  - Famiglia Alucitidae Leach, 1815 (9 generi, 211 specie)
  - Famiglia Tineodidae Meyrick, 1885 (12 generi, 19 specie)
- Superfamiglia Bombycoidea Latreille, 1802 (10 famiglie, 507 generi, 4 723 specie)
  - Famiglia Anthelidae Turner, 1904 (9 generi, 94 specie)
  - Famiglia Apatelodidae Neumoegen & Dyar, 1894 (10 generi, 145 specie)
  - Famiglia Bombycidae Latreille, 1802 (26 generi, 185 specie)
  - Famiglia Brahmaeidae Swinhoe, 1892 (7 generi, 65 specie)
  - Famiglia Carthaeidae Common, 1966 (1 genere, 1 specie)
  - Famiglia Endromidae Boisduval, 1828 (12 generi, 59 specie)
  - Famiglia Eupterotidae Swinhoe, 1892 (53 generi, 339 specie)
  - Famiglia Phiditiidae Minet, 1994 (4 generi, 23 specie)
  - Famiglia Saturniidae Boisduval, 1837 (169 generi, 2 349 specie)
  - Famiglia Sphingidae Latreille, 1802 (206 generi, 1 463 specie)
- Superfamiglia Calliduloidea Moore, 1877 (1 famiglia, 7 generi, 49 specie)
  - Famiglia Callidulidae Moore, 1877 (7 generi, 49 specie)
- Superfamiglia Carposinoidea Walsingham, 1897 (2 famiglie, 28 generi, 326 specie)
  - Famiglia Carposinidae Walsingham, 1897 (19 generi, 283 specie)
  - Famiglia Copromorphidae Meyrick, 1905 (9 generi, 43 specie)
- Superfamiglia Choreutoidea Stainton, 1858 (1 famiglia, 18 generi, 406 specie)
  - Famiglia Choreutidae Stainton, 1858 (18 generi, 406 specie)
- Superfamiglia Cossoidea Leach, 1815 (7 famiglie, 380 generi, 2 881 specie)
  - Famiglia Brachodidae Agenjo, 1966 (14 generi, 137 specie)
  - Famiglia Castniidae Boisduval, 1828 (34 generi, 113 specie)
  - Famiglia Cossidae Leach, 1815 (151 generi, 971 specie)
  - Famiglia Dudgeoneidae Berger, 1958 (6 generi, 57 specie)
  - Famiglia Metarbelidae Strand, 1909 (18 generi, 196 specie)
  - Famiglia Ratardidae Hampson, 1898 (3 generi, 10 specie)
  - Famiglia Sesiidae Boisduval, 1828 (154 generi, 1 397 specie)
- Superfamiglia Douglasioidea Heinemann & Wocke, 1876 (1 famiglia, 2 generi, 29 specie)
  - Famiglia Douglasiidae Heinemann & Wocke, 1876 (2 generi, 29 specie)
- Superfamiglia Drepanoidea Boisduval, 1828 (3 famiglie, 126 generi, 672 specie)
  - Famiglia Cimeliidae Chrétien, 1916 (2 generi, 6 specie)
  - Famiglia Doidae Donahue & Brown, 1987 (2 generi, 6 specie)
  - Famiglia Drepanidae Boisduval, 1828 (122 generi, 660 specie)
- Superfamiglia Epermenioidea Spuler, 1910 (1 famiglia, 10 generi, 126 specie)
  - Famiglia Epermeniidae Spuler, 1910 (10 generi, 126 specie)
- Superfamiglia Galacticoidea Minet, 1986 (1 famiglia, 3 generi, 19 specie)
  - Famiglia Galacticidae Minet, 1986 (3 generi, 19 specie)
- Superfamiglia Gelechioidea Stainton, 1854 (22 famiglie, 1 478 generi, 18 489 specie)
  - Famiglia Autostichidae Le Marchand, 1947 (72 generi, 638 specie)
  - Famiglia Batrachedridae Heinemann & Wocke, 1876 (10 generi, 99 specie)
  - Famiglia Blastobasidae Meyrick, 1894 (24 generi, 377 specie)
  - Famiglia Chimabachidae Heinemann, 1870 (2 generi, 6 specie)
  - Famiglia Coelopoetidae Hodges, 1978 (1 genere, 3 specie)
  - Famiglia Coleophoridae Bruand, 1850 (5 generi, 1 386 specie)
  - Famiglia Cosmopterigidae Heinemann & Wocke, 1876 (135 generi, 1 792 specie)
  - Famiglia Depressariidae Meyrick, 1883 (80 generi, 2 000 specie)
  - Famiglia Elachistidae Bruand, 1850 (81 generi, 1 201 specie)
  - Famiglia Epimarptidae Meyrick, 1914 (1 genere, 4 specie)
  - Famiglia Gelechiidae Stainton, 1854 (500 generi, 4 700 specie)
  - Famiglia Lecithoceridae Le Marchand, 1947 (100 generi, 1 200 specie)
  - Famiglia Lypusidae Herrich-Schäffer, 1857 (3 generi, 21 specie)
  - Famiglia Momphidae Herrich-Schäffer, 1857 (6 generi, 115 specie)
  - Famiglia Oecophoridae Bruand, 1850 (313 generi, 3 308 specie)
  - Famiglia Peleopodidae Hodges, 1974 (7 generi, 28 specie)
  - Famiglia Pterolonchidae Meyrick, 1918 (2 generi, 8 specie)
  - Famiglia Schistonoeidae Hodges, 1998 (1 genere, 1 specie)
  - Famiglia Scythrididae Rebel, 1901 (30 generi, 669 specie)
  - Famiglia Stathmopodidae Janse, 1917 (44 generi, 408 specie)
  - Famiglia Syringopaidae Hodges, 1998 (1 genere, 1 specie)
  - Famiglia Xyloryctidae Meyrick, 1890 (60 generi, 524 specie)
- Superfamiglia Geometroidea Leach, 1815 (5 famiglie, 2 107 generi, 23 748 specie)
  - Famiglia Epicopeiidae Swinhoe, 1892 (9 generi, 20 specie)
  - Famiglia Geometridae Leach, 1815 (2 001 generi, 23 001 specie)
  - Famiglia Pseudobistonidae Rajaei et al., 2015 (1 genere, 1 specie)
  - Famiglia Sematuridae Guenée, 1858 (6 generi, 40 specie)
  - Famiglia Uraniidae Leach, 1815 (90 generi, 686 specie)
- Superfamiglia Gracillarioidea Stainton, 1854 (3 famiglie, 118 generi, 2 216 specie)
  - Famiglia Bucculatricidae Fracker, 1915 (4 generi, 297 specie)
  - Famiglia Gracillariidae Stainton, 1854 (101 generi, 1 866 specie)
  - Famiglia Roeslerstammiidae Bruand, 1850 (13 generi, 53 specie)
- Superfamiglia Hyblaeoidea Hampson, 1903 (2 famiglie, 3 generi, 19 specie)
  - Famiglia Hyblaeidae Hampson, 1903 (2 generi, 18 specie)
  - Famiglia Prodidactidae Epstein & Brown, 2003 (1 genere, 1 specie)
- Superfamiglia Immoidea Common, 1979 (1 famiglia, 6 generi, 245 specie)
  - Famiglia Immidae Common, 1979 (6 generi, 245 specie)
- Superfamiglia Lasiocampoidea Harris, 1841 (1 famiglia, 224 generi, 1 952 specie)
  - Famiglia Lasiocampidae Harris, 1841 (224 generi, 1 952 specie)
- Superfamiglia Mimallonoidea Burmeister, 1878 (1 famiglia, 27 generi, 194 specie)
  - Famiglia Mimallonidae Burmeister, 1878 (27 generi, 194 specie)
- Superfamiglia Noctuoidea Latreille, 1809 (6 famiglie, 3 772 generi, 42 407 specie)
  - Famiglia Erebidae Leach, 1815 (1 760 generi, 24 569 specie)
  - Famiglia Euteliidae Grote, 1882 (29 generi, 520 specie)
  - Famiglia Noctuidae Latreille, 1809 (1 089 generi, 11 772 specie)
  - Famiglia Nolidae Bruand, 1847 (186 generi, 1.738 specie)
  - Famiglia Notodontidae Stephens, 1829 (704 generi, 3 800 specie)
  - Famiglia Oenosandridae Miller, 1991 (4 generi, 8 specie)
- Superfamiglia Papilionoidea Latreille, 1802 (7 famiglie, 1 815 generi, 18 768 specie)
  - Famiglia Hedylidae Guenée, 1858 (1 genere, 36 specie)
  - Famiglia Hesperiidae Latreille, 1809 (570 generi, 4 113 specie)
  - Famiglia Lycaenidae Leach, 1815 (416 generi, 5 201 specie)
  - Famiglia Nymphalidae Rafinesque, 1815 (559 generi, 6 152 specie)
  - Famiglia Papilionidae Latreille, 1802 (32 generi, 570 specie)
  - Famiglia Pieridae Swainson, 1820 (91 generi, 1 164 specie)
  - Famiglia Riodinidae Grote, 1895 (1827) (146 generi, 1 532 specie)
- Superfamiglia Pterophoroidea Latreille, 1802 (1 famiglia, 90 generi, 1 318 specie)
  - Famiglia Pterophoridae Latreille, 1802 (90 generi, 1 318 specie)
- Superfamiglia Pyraloidea Latreille, 1809 (2 famiglie, 2 075 generi, 15 576 specie)
  - Famiglia Crambidae Latreille, 1810 (1 020 generi, 9 655 specie)
  - Famiglia Pyralidae Latreille, 1809 (1 055 generi, 5 921 specie)
- Superfamiglia Schreckensteinioidea Fletcher, 1929 (1 famiglia, 2 generi, 8 specie)
  - Famiglia Schreckensteiniidae Fletcher, 1929 (2 generi, 8 specie)
- Superfamiglia Simaethistoidea Minet, 1991 (1 famiglia, 2 generi, 4 specie)
  - Famiglia Simaethistidae Minet, 1991 (2 generi, 4 specie)
- Superfamiglia Thyridoidea Herrich-Schäffer, 1846 (1 famiglia, 93 generi, 940 specie)
  - Famiglia Thyrididae Herrich-Schäffer, 1846 (93 generi, 940 specie)
- Superfamiglia Tineoidea Latreille, 1810 (5 famiglie, 604 generi, 3 823 specie)
  - Famiglia Eriocottidae Spuler, 1898 (6 generi, 80 specie)
  - Famiglia Psychidae Boisduval, 1829 (241 generi, 1 350 specie)
  - Famiglia Tineidae Latreille, 1810 (321 generi, 2 253 specie)
  - Famiglia Dryadaulidae  Bradley, 1966 (1 genere, 50 specie)
  - Famiglia Meessiidae Zagulyaev, 1958 (35 generi, 90 specie)
- Superfamiglia Tortricoidea Latreille, 1802 (1 famiglia, 1 071 generi, 10 387 specie)
  - Famiglia Tortricidae Latreille, 1802 (1 071 generi, 10 387 specie)
- Superfamiglia Urodoidea Kyrki, 1988 (1 famiglia, 3 generi, 66 specie)
  - Famiglia Urodidae Kyrki, 1988 (3 generi, 66 specie)
- Superfamiglia Whalleyanoidea Minet, 1991 (1 famiglia, 1 genere, 2 specie)
  - Famiglia Whalleyanidae Minet, 1991 (1 genere, 2 specie)
- Superfamiglia Yponomeutoidea Stephens, 1829 (10 famiglie, 229 generi, 1 756 specie)
  - Famiglia Argyresthiidae Bruand, 1850 (1 genere, 157 specie)
  - Famiglia Attevidae Mosher, 1916 (1 genere, 52 specie)
  - Famiglia Bedelliidae Meyrick, 1880 (1 genere, 16 specie)
  - Famiglia Heliodinidae Heinemann & Wocke, 1876 (13 generi, 69 specie)
  - Famiglia Glyphipterigidae Stainton, 1854 (28 generi, 535 specie)
  - Famiglia Lyonetiidae Stainton, 1854 (32 generi, 204 specie)
  - Famiglia Plutellidae Guenée, 1845 (48 generi, 150 specie)
  - Famiglia Praydidae Moriuti, 1977 (3 generi, 47 specie)
  - Famiglia Yponomeutidae Stephens, 1829 (95 generi, 363 specie)
  - Famiglia Ypsolophidae Guenée, 1845 (7 generi, 163 specie)
- Superfamiglia Zygaenoidea Latreille, 1809 (12 famiglie, 544 generi, 3 296 specie)
  - Famiglia Aididae Schaus, 1906 (2 generi, 6 specie)
  - Famiglia Cyclotornidae Meyrick, 1912 (1 genere, 5 specie)
  - Famiglia Dalceridae Dyar, 1898 (11 generi, 80 specie)
  - Famiglia Epipyropidae Dyar, 1903 (9 generi, 32 specie)
  - Famiglia Heterogynidae Rambur, 1866 (1 genere, 10 specie)
  - Famiglia Himantopteridae Rogenhofer, 1884 (11 generi, 80 specie)
  - Famiglia Lacturidae Heppner, 1995 (8 generi, 120 specie)
  - Famiglia Limacodidae Duponchel, 1845 (301 generi, 1 672 specie)
  - Famiglia Megalopygidae Herrich-Schäffer, 1855 (23 generi, 232 specie)
  - Famiglia Phaudidae Kirby, 1892 (3 generi, 15 specie)
  - Famiglia Somabrachyidae Hampson, 1920 (4 generi, 8 specie)
  - Famiglia Zygaenidae Latreille, 1809 (170 generi, 1 036 specie)
- Superfamiglia: incertae sedis (1 famiglia, 28 generi, 104 specie)
  - Famiglia Millieriidae Heppner, 1982 (3 generi, 4 specie)
  - Famiglia: incertae sedis (25 generi, 100 specie)

Fa seguito un cladogramma (ricavato da Kristensen et al., 2007 e da Van Nieukerken et al., 2011) che illustra i rapporti di vicinanza filogenetica tra le diverse superfamiglie; le superfamiglie da Simaethistoidea in poi sono riunite negli Apoditrysia Minet, 1983, quelle da Whalleyanoidea in poi, negli Obtectomera Minet, 1986, e quelle da Drepanoidea in poi, nei Macroheterocera Chapman, 1893.
|  | Incertae sedis (100) |
|  |                      |
|  | Millieriidae (4)     |
|  |                      |

|  | Eriocottidae (80) |
|  |                   |
|  | Psychidae (1 350) |
|  |                   |
|  | Tineidae (2 253)  |
|  |                   |
|  | Dryadaulidae (50) |
|  |                   |
|  | Meessiidae (90)   |
|  |                   |

|  | Roeslerstammiidae (53) |
|  |                        |
|  | Bucculatricidae (297)  |
|  |                        |
|  | Gracillariidae (1 866) |
|  |                        |

|  | Yponomeutidae (363)    |
|  |                        |
|  | Argyresthiidae (157)   |
|  |                        |
|  | Plutellidae (150)      |
|  |                        |
|  | Glyphipterigidae (535) |
|  |                        |
|  | Ypsolophidae (163)     |
|  |                        |
|  | Attevidae (52)         |
|  |                        |
|  | Praydidae (47)         |
|  |                        |
|  | Heliodinidae (69)      |
|  |                        |
|  | Bedelliidae (16)       |
|  |                        |
|  | Lyonetiidae (204)      |
|  |                        |

|  | Douglasiidae (29) |
|  |                   |

|  | Simaethistidae (4) |
|  |                    |

|  | Autostichidae (638)    |
|  |                        |
|  | Lecithoceridae (1 200) |
|  |                        |
|  | Xyloryctidae (524)     |
|  |                        |
|  | Blastobasidae (377)    |
|  |                        |
|  | Oecophoridae (3 308)   |
|  |                        |
|  | Schistonoeidae (1)     |
|  |                        |
|  | Lypusidae (21)         |
|  |                        |
|  | Chimabachidae (6)      |
|  |                        |
|  | Peleopodidae (28)      |
|  |                        |
|  | Depressariidae (2 000) |
|  |                        |
|  | Elachistidae (1 201)   |
|  |                        |
|  | Syringopaidae (1)      |
|  |                        |
|  | Coelopoetidae (3)      |
|  |                        |
|  | Stathmopodidae (408)   |
|  |                        |
|  | Epimarptidae (4)       |
|  |                        |
|  | Batrachedridae (99)    |
|  |                        |
|  | Coleophoridae (1 386)  |
|  |                        |
|  | Momphidae (115)        |
|  |                        |
|  | Pterolonchidae (8)     |
|  |                        |
|  | Scythrididae (669)     |
|  |                        |

|  | Tineodidae (19)  |
|  |                  |
|  | Alucitidae (211) |
|  |                  |

|  | Pterophoridae (1 318) |
|  |                       |

|  | Copromorphidae (43) |
|  |                     |
|  | Carposinidae (283)  |
|  |                     |

|  | Schreckensteiniidae (8) |
|  |                         |

|  | Epermeniidae (126) |
|  |                    |

|  | Urodidae (66) |
|  |               |

|  | Immidae (245) |
|  |               |

|  | Choreutidae (406) |
|  |                   |

|  | Galacticidae (19) |
|  |                   |

|  | Tortricidae (10 387) |
|  |                      |

|  | Brachodidae (137)  |
|  |                    |
|  | Cossidae (971)     |
|  |                    |
|  | Dudgeoneidae (57)  |
|  |                    |
|  | Metarbelidae (196) |
|  |                    |
|  | Ratardidae (10)    |
|  |                    |
|  | Castniidae (113)   |
|  |                    |
|  | Sesiidae (1 397)   |
|  |                    |

|  | Epipyropidae (32)    |
|  |                      |
|  | Cyclotornidae (5)    |
|  |                      |
|  | Heterogynidae (10)   |
|  |                      |
|  | Lacturidae (120)     |
|  |                      |
|  | Phaudidae (15)       |
|  |                      |
|  | Dalceridae (80)      |
|  |                      |
|  | Limacodidae (1 672)  |
|  |                      |
|  | Megalopygidae (232)  |
|  |                      |
|  | Aididae (6)          |
|  |                      |
|  | Somabrachyidae (8)   |
|  |                      |
|  | Himantopteridae (80) |
|  |                      |
|  | Zigaenidae (1 036)   |
|  |                      |

|  | Whalleyanidae (2) |
|  |                   |

|  | Thyrididae (940) |
|  |                  |

|  | Hyblaeidae (18)   |
|  |                   |
|  | Prodidactidae (1) |
|  |                   |

|  | Callidulidae (49) |
|  |                   |

|  | Papilionidae (570)  |
|  |                     |
|  | Hedylidae (36)      |
|  |                     |
|  | Hesperiidae (4 113) |
|  |                     |
|  | Pieridae (1 164)    |
|  |                     |
|  | Riodinidae (1 532)  |
|  |                     |
|  | Lycaenidae (5 201)  |
|  |                     |
|  | Nymphalidae (6 152) |
|  |                     |

|  | Pyralidae (5 921) |
|  |                   |
|  | Crambidae (9 655) |
|  |                   |

|  | Mimallonidae (194) |
|  |                    |

|  | Cimeliidae (6)   |
|  |                  |
|  | Doidae (6)       |
|  |                  |
|  | Drepanidae (660) |
|  |                  |

|  | Lasiocampidae (1 952) |
|  |                       |

|  | Apatelodidae (145)  |
|  |                     |
|  | Eupterotidae (339)  |
|  |                     |
|  | Brahmaeidae (65)    |
|  |                     |
|  | Phiditiidae (23)    |
|  |                     |
|  | Anthelidae (94)     |
|  |                     |
|  | Carthaeidae (1)     |
|  |                     |
|  | Endromidae (59)     |
|  |                     |
|  | Bombycidae (185)    |
|  |                     |
|  | Saturniidae (2 349) |
|  |                     |
|  | Sphingidae (1 463)  |
|  |                     |

|  | Epicopeiidae (20)    |
|  |                      |
|  | Sematuridae (40)     |
|  |                      |
|  | Uraniidae (686)      |
|  |                      |
|  | Pseudobistonidae (1) |
|  |                      |
|  | Geometridae (23 001) |
|  |                      |

|  | Oenosandridae (8)    |
|  |                      |
|  | Notodontidae (3 800) |
|  |                      |
|  | Erebidae (24 569)    |
|  |                      |
|  | Euteliidae (520)     |
|  |                      |
|  | Nolidae (1 738)      |
|  |                      |
|  | Noctuidae (11 772)   |
|  |                      |

|  | Cimeliidae (6)   |
|  |                  |
|  | Doidae (6)       |
|  |                  |
|  | Drepanidae (660) |
|  |                  |

|  | Lasiocampidae (1 952) |
|  |                       |

|  | Apatelodidae (145)  |
|  |                     |
|  | Eupterotidae (339)  |
|  |                     |
|  | Brahmaeidae (65)    |
|  |                     |
|  | Phiditiidae (23)    |
|  |                     |
|  | Anthelidae (94)     |
|  |                     |
|  | Carthaeidae (1)     |
|  |                     |
|  | Endromidae (59)     |
|  |                     |
|  | Bombycidae (185)    |
|  |                     |
|  | Saturniidae (2 349) |
|  |                     |
|  | Sphingidae (1 463)  |
|  |                     |

|  | Epicopeiidae (20)    |
|  |                      |
|  | Sematuridae (40)     |
|  |                      |
|  | Uraniidae (686)      |
|  |                      |
|  | Pseudobistonidae (1) |
|  |                      |
|  | Geometridae (23 001) |
|  |                      |

|  | Oenosandridae (8)    |
|  |                      |
|  | Notodontidae (3 800) |
|  |                      |
|  | Erebidae (24 569)    |
|  |                      |
|  | Euteliidae (520)     |
|  |                      |
|  | Nolidae (1 738)      |
|  |                      |
|  | Noctuidae (11 772)   |
|  |                      |

|  | Whalleyanidae (2) |
|  |                   |

|  | Thyrididae (940) |
|  |                  |

|  | Hyblaeidae (18)   |
|  |                   |
|  | Prodidactidae (1) |
|  |                   |

|  | Callidulidae (49) |
|  |                   |

|  | Papilionidae (570)  |
|  |                     |
|  | Hedylidae (36)      |
|  |                     |
|  | Hesperiidae (4 113) |
|  |                     |
|  | Pieridae (1 164)    |
|  |                     |
|  | Riodinidae (1 532)  |
|  |                     |
|  | Lycaenidae (5 201)  |
|  |                     |
|  | Nymphalidae (6 152) |
|  |                     |

|  | Pyralidae (5 921) |
|  |                   |
|  | Crambidae (9 655) |
|  |                   |

|  | Mimallonidae (194) |
|  |                    |

|  | Cimeliidae (6)   |
|  |                  |
|  | Doidae (6)       |
|  |                  |
|  | Drepanidae (660) |
|  |                  |

|  | Lasiocampidae (1 952) |
|  |                       |

|  | Apatelodidae (145)  |
|  |                     |
|  | Eupterotidae (339)  |
|  |                     |
|  | Brahmaeidae (65)    |
|  |                     |
|  | Phiditiidae (23)    |
|  |                     |
|  | Anthelidae (94)     |
|  |                     |
|  | Carthaeidae (1)     |
|  |                     |
|  | Endromidae (59)     |
|  |                     |
|  | Bombycidae (185)    |
|  |                     |
|  | Saturniidae (2 349) |
|  |                     |
|  | Sphingidae (1 463)  |
|  |                     |

|  | Epicopeiidae (20)    |
|  |                      |
|  | Sematuridae (40)     |
|  |                      |
|  | Uraniidae (686)      |
|  |                      |
|  | Pseudobistonidae (1) |
|  |                      |
|  | Geometridae (23 001) |
|  |                      |

|  | Oenosandridae (8)    |
|  |                      |
|  | Notodontidae (3 800) |
|  |                      |
|  | Erebidae (24 569)    |
|  |                      |
|  | Euteliidae (520)     |
|  |                      |
|  | Nolidae (1 738)      |
|  |                      |
|  | Noctuidae (11 772)   |
|  |                      |

|  | Cimeliidae (6)   |
|  |                  |
|  | Doidae (6)       |
|  |                  |
|  | Drepanidae (660) |
|  |                  |

|  | Lasiocampidae (1 952) |
|  |                       |

|  | Apatelodidae (145)  |
|  |                     |
|  | Eupterotidae (339)  |
|  |                     |
|  | Brahmaeidae (65)    |
|  |                     |
|  | Phiditiidae (23)    |
|  |                     |
|  | Anthelidae (94)     |
|  |                     |
|  | Carthaeidae (1)     |
|  |                     |
|  | Endromidae (59)     |
|  |                     |
|  | Bombycidae (185)    |
|  |                     |
|  | Saturniidae (2 349) |
|  |                     |
|  | Sphingidae (1 463)  |
|  |                     |

|  | Epicopeiidae (20)    |
|  |                      |
|  | Sematuridae (40)     |
|  |                      |
|  | Uraniidae (686)      |
|  |                      |
|  | Pseudobistonidae (1) |
|  |                      |
|  | Geometridae (23 001) |
|  |                      |

|  | Oenosandridae (8)    |
|  |                      |
|  | Notodontidae (3 800) |
|  |                      |
|  | Erebidae (24 569)    |
|  |                      |
|  | Euteliidae (520)     |
|  |                      |
|  | Nolidae (1 738)      |
|  |                      |
|  | Noctuidae (11 772)   |
|  |                      |

|  | Douglasiidae (29) |
|  |                   |

|  | Simaethistidae (4) |
|  |                    |

|  | Autostichidae (638)    |
|  |                        |
|  | Lecithoceridae (1 200) |
|  |                        |
|  | Xyloryctidae (524)     |
|  |                        |
|  | Blastobasidae (377)    |
|  |                        |
|  | Oecophoridae (3 308)   |
|  |                        |
|  | Schistonoeidae (1)     |
|  |                        |
|  | Lypusidae (21)         |
|  |                        |
|  | Chimabachidae (6)      |
|  |                        |
|  | Peleopodidae (28)      |
|  |                        |
|  | Depressariidae (2 000) |
|  |                        |
|  | Elachistidae (1 201)   |
|  |                        |
|  | Syringopaidae (1)      |
|  |                        |
|  | Coelopoetidae (3)      |
|  |                        |
|  | Stathmopodidae (408)   |
|  |                        |
|  | Epimarptidae (4)       |
|  |                        |
|  | Batrachedridae (99)    |
|  |                        |
|  | Coleophoridae (1 386)  |
|  |                        |
|  | Momphidae (115)        |
|  |                        |
|  | Pterolonchidae (8)     |
|  |                        |
|  | Scythrididae (669)     |
|  |                        |

|  | Tineodidae (19)  |
|  |                  |
|  | Alucitidae (211) |
|  |                  |

|  | Pterophoridae (1 318) |
|  |                       |

|  | Copromorphidae (43) |
|  |                     |
|  | Carposinidae (283)  |
|  |                     |

|  | Schreckensteiniidae (8) |
|  |                         |

|  | Epermeniidae (126) |
|  |                    |

|  | Urodidae (66) |
|  |               |

|  | Immidae (245) |
|  |               |

|  | Choreutidae (406) |
|  |                   |

|  | Galacticidae (19) |
|  |                   |

|  | Tortricidae (10 387) |
|  |                      |

|  | Brachodidae (137)  |
|  |                    |
|  | Cossidae (971)     |
|  |                    |
|  | Dudgeoneidae (57)  |
|  |                    |
|  | Metarbelidae (196) |
|  |                    |
|  | Ratardidae (10)    |
|  |                    |
|  | Castniidae (113)   |
|  |                    |
|  | Sesiidae (1 397)   |
|  |                    |

|  | Epipyropidae (32)    |
|  |                      |
|  | Cyclotornidae (5)    |
|  |                      |
|  | Heterogynidae (10)   |
|  |                      |
|  | Lacturidae (120)     |
|  |                      |
|  | Phaudidae (15)       |
|  |                      |
|  | Dalceridae (80)      |
|  |                      |
|  | Limacodidae (1 672)  |
|  |                      |
|  | Megalopygidae (232)  |
|  |                      |
|  | Aididae (6)          |
|  |                      |
|  | Somabrachyidae (8)   |
|  |                      |
|  | Himantopteridae (80) |
|  |                      |
|  | Zigaenidae (1 036)   |
|  |                      |

|  | Whalleyanidae (2) |
|  |                   |

|  | Thyrididae (940) |
|  |                  |

|  | Hyblaeidae (18)   |
|  |                   |
|  | Prodidactidae (1) |
|  |                   |

|  | Callidulidae (49) |
|  |                   |

|  | Papilionidae (570)  |
|  |                     |
|  | Hedylidae (36)      |
|  |                     |
|  | Hesperiidae (4 113) |
|  |                     |
|  | Pieridae (1 164)    |
|  |                     |
|  | Riodinidae (1 532)  |
|  |                     |
|  | Lycaenidae (5 201)  |
|  |                     |
|  | Nymphalidae (6 152) |
|  |                     |

|  | Pyralidae (5 921) |
|  |                   |
|  | Crambidae (9 655) |
|  |                   |

|  | Mimallonidae (194) |
|  |                    |

|  | Cimeliidae (6)   |
|  |                  |
|  | Doidae (6)       |
|  |                  |
|  | Drepanidae (660) |
|  |                  |

|  | Lasiocampidae (1 952) |
|  |                       |

|  | Apatelodidae (145)  |
|  |                     |
|  | Eupterotidae (339)  |
|  |                     |
|  | Brahmaeidae (65)    |
|  |                     |
|  | Phiditiidae (23)    |
|  |                     |
|  | Anthelidae (94)     |
|  |                     |
|  | Carthaeidae (1)     |
|  |                     |
|  | Endromidae (59)     |
|  |                     |
|  | Bombycidae (185)    |
|  |                     |
|  | Saturniidae (2 349) |
|  |                     |
|  | Sphingidae (1 463)  |
|  |                     |

|  | Epicopeiidae (20)    |
|  |                      |
|  | Sematuridae (40)     |
|  |                      |
|  | Uraniidae (686)      |
|  |                      |
|  | Pseudobistonidae (1) |
|  |                      |
|  | Geometridae (23 001) |
|  |                      |

|  | Oenosandridae (8)    |
|  |                      |
|  | Notodontidae (3 800) |
|  |                      |
|  | Erebidae (24 569)    |
|  |                      |
|  | Euteliidae (520)     |
|  |                      |
|  | Nolidae (1 738)      |
|  |                      |
|  | Noctuidae (11 772)   |
|  |                      |

|  | Cimeliidae (6)   |
|  |                  |
|  | Doidae (6)       |
|  |                  |
|  | Drepanidae (660) |
|  |                  |

|  | Lasiocampidae (1 952) |
|  |                       |

|  | Apatelodidae (145)  |
|  |                     |
|  | Eupterotidae (339)  |
|  |                     |
|  | Brahmaeidae (65)    |
|  |                     |
|  | Phiditiidae (23)    |
|  |                     |
|  | Anthelidae (94)     |
|  |                     |
|  | Carthaeidae (1)     |
|  |                     |
|  | Endromidae (59)     |
|  |                     |
|  | Bombycidae (185)    |
|  |                     |
|  | Saturniidae (2 349) |
|  |                     |
|  | Sphingidae (1 463)  |
|  |                     |

|  | Epicopeiidae (20)    |
|  |                      |
|  | Sematuridae (40)     |
|  |                      |
|  | Uraniidae (686)      |
|  |                      |
|  | Pseudobistonidae (1) |
|  |                      |
|  | Geometridae (23 001) |
|  |                      |

|  | Oenosandridae (8)    |
|  |                      |
|  | Notodontidae (3 800) |
|  |                      |
|  | Erebidae (24 569)    |
|  |                      |
|  | Euteliidae (520)     |
|  |                      |
|  | Nolidae (1 738)      |
|  |                      |
|  | Noctuidae (11 772)   |
|  |                      |

|  | Whalleyanidae (2) |
|  |                   |

|  | Thyrididae (940) |
|  |                  |

|  | Hyblaeidae (18)   |
|  |                   |
|  | Prodidactidae (1) |
|  |                   |

|  | Callidulidae (49) |
|  |                   |

|  | Papilionidae (570)  |
|  |                     |
|  | Hedylidae (36)      |
|  |                     |
|  | Hesperiidae (4 113) |
|  |                     |
|  | Pieridae (1 164)    |
|  |                     |
|  | Riodinidae (1 532)  |
|  |                     |
|  | Lycaenidae (5 201)  |
|  |                     |
|  | Nymphalidae (6 152) |
|  |                     |

|  | Pyralidae (5 921) |
|  |                   |
|  | Crambidae (9 655) |
|  |                   |

|  | Mimallonidae (194) |
|  |                    |

|  | Cimeliidae (6)   |
|  |                  |
|  | Doidae (6)       |
|  |                  |
|  | Drepanidae (660) |
|  |                  |

|  | Lasiocampidae (1 952) |
|  |                       |

|  | Apatelodidae (145)  |
|  |                     |
|  | Eupterotidae (339)  |
|  |                     |
|  | Brahmaeidae (65)    |
|  |                     |
|  | Phiditiidae (23)    |
|  |                     |
|  | Anthelidae (94)     |
|  |                     |
|  | Carthaeidae (1)     |
|  |                     |
|  | Endromidae (59)     |
|  |                     |
|  | Bombycidae (185)    |
|  |                     |
|  | Saturniidae (2 349) |
|  |                     |
|  | Sphingidae (1 463)  |
|  |                     |

|  | Epicopeiidae (20)    |
|  |                      |
|  | Sematuridae (40)     |
|  |                      |
|  | Uraniidae (686)      |
|  |                      |
|  | Pseudobistonidae (1) |
|  |                      |
|  | Geometridae (23 001) |
|  |                      |

|  | Oenosandridae (8)    |
|  |                      |
|  | Notodontidae (3 800) |
|  |                      |
|  | Erebidae (24 569)    |
|  |                      |
|  | Euteliidae (520)     |
|  |                      |
|  | Nolidae (1 738)      |
|  |                      |
|  | Noctuidae (11 772)   |
|  |                      |

|  | Cimeliidae (6)   |
|  |                  |
|  | Doidae (6)       |
|  |                  |
|  | Drepanidae (660) |
|  |                  |

|  | Lasiocampidae (1 952) |
|  |                       |

|  | Apatelodidae (145)  |
|  |                     |
|  | Eupterotidae (339)  |
|  |                     |
|  | Brahmaeidae (65)    |
|  |                     |
|  | Phiditiidae (23)    |
|  |                     |
|  | Anthelidae (94)     |
|  |                     |
|  | Carthaeidae (1)     |
|  |                     |
|  | Endromidae (59)     |
|  |                     |
|  | Bombycidae (185)    |
|  |                     |
|  | Saturniidae (2 349) |
|  |                     |
|  | Sphingidae (1 463)  |
|  |                     |

|  | Epicopeiidae (20)    |
|  |                      |
|  | Sematuridae (40)     |
|  |                      |
|  | Uraniidae (686)      |
|  |                      |
|  | Pseudobistonidae (1) |
|  |                      |
|  | Geometridae (23 001) |
|  |                      |

|  | Oenosandridae (8)    |
|  |                      |
|  | Notodontidae (3 800) |
|  |                      |
|  | Erebidae (24 569)    |
|  |                      |
|  | Euteliidae (520)     |
|  |                      |
|  | Nolidae (1 738)      |
|  |                      |
|  | Noctuidae (11 772)   |
|  |                      |

|  | Incertae sedis (100) |
|  |                      |
|  | Millieriidae (4)     |
|  |                      |

|  | Eriocottidae (80) |
|  |                   |
|  | Psychidae (1 350) |
|  |                   |
|  | Tineidae (2 253)  |
|  |                   |
|  | Dryadaulidae (50) |
|  |                   |
|  | Meessiidae (90)   |
|  |                   |

|  | Roeslerstammiidae (53) |
|  |                        |
|  | Bucculatricidae (297)  |
|  |                        |
|  | Gracillariidae (1 866) |
|  |                        |

|  | Yponomeutidae (363)    |
|  |                        |
|  | Argyresthiidae (157)   |
|  |                        |
|  | Plutellidae (150)      |
|  |                        |
|  | Glyphipterigidae (535) |
|  |                        |
|  | Ypsolophidae (163)     |
|  |                        |
|  | Attevidae (52)         |
|  |                        |
|  | Praydidae (47)         |
|  |                        |
|  | Heliodinidae (69)      |
|  |                        |
|  | Bedelliidae (16)       |
|  |                        |
|  | Lyonetiidae (204)      |
|  |                        |

|  | Douglasiidae (29) |
|  |                   |

|  | Simaethistidae (4) |
|  |                    |

|  | Autostichidae (638)    |
|  |                        |
|  | Lecithoceridae (1 200) |
|  |                        |
|  | Xyloryctidae (524)     |
|  |                        |
|  | Blastobasidae (377)    |
|  |                        |
|  | Oecophoridae (3 308)   |
|  |                        |
|  | Schistonoeidae (1)     |
|  |                        |
|  | Lypusidae (21)         |
|  |                        |
|  | Chimabachidae (6)      |
|  |                        |
|  | Peleopodidae (28)      |
|  |                        |
|  | Depressariidae (2 000) |
|  |                        |
|  | Elachistidae (1 201)   |
|  |                        |
|  | Syringopaidae (1)      |
|  |                        |
|  | Coelopoetidae (3)      |
|  |                        |
|  | Stathmopodidae (408)   |
|  |                        |
|  | Epimarptidae (4)       |
|  |                        |
|  | Batrachedridae (99)    |
|  |                        |
|  | Coleophoridae (1 386)  |
|  |                        |
|  | Momphidae (115)        |
|  |                        |
|  | Pterolonchidae (8)     |
|  |                        |
|  | Scythrididae (669)     |
|  |                        |

|  | Tineodidae (19)  |
|  |                  |
|  | Alucitidae (211) |
|  |                  |

|  | Pterophoridae (1 318) |
|  |                       |

|  | Copromorphidae (43) |
|  |                     |
|  | Carposinidae (283)  |
|  |                     |

|  | Schreckensteiniidae (8) |
|  |                         |

|  | Epermeniidae (126) |
|  |                    |

|  | Urodidae (66) |
|  |               |

|  | Immidae (245) |
|  |               |

|  | Choreutidae (406) |
|  |                   |

|  | Galacticidae (19) |
|  |                   |

|  | Tortricidae (10 387) |
|  |                      |

|  | Brachodidae (137)  |
|  |                    |
|  | Cossidae (971)     |
|  |                    |
|  | Dudgeoneidae (57)  |
|  |                    |
|  | Metarbelidae (196) |
|  |                    |
|  | Ratardidae (10)    |
|  |                    |
|  | Castniidae (113)   |
|  |                    |
|  | Sesiidae (1 397)   |
|  |                    |

|  | Epipyropidae (32)    |
|  |                      |
|  | Cyclotornidae (5)    |
|  |                      |
|  | Heterogynidae (10)   |
|  |                      |
|  | Lacturidae (120)     |
|  |                      |
|  | Phaudidae (15)       |
|  |                      |
|  | Dalceridae (80)      |
|  |                      |
|  | Limacodidae (1 672)  |
|  |                      |
|  | Megalopygidae (232)  |
|  |                      |
|  | Aididae (6)          |
|  |                      |
|  | Somabrachyidae (8)   |
|  |                      |
|  | Himantopteridae (80) |
|  |                      |
|  | Zigaenidae (1 036)   |
|  |                      |

|  | Whalleyanidae (2) |
|  |                   |

|  | Thyrididae (940) |
|  |                  |

|  | Hyblaeidae (18)   |
|  |                   |
|  | Prodidactidae (1) |
|  |                   |

|  | Callidulidae (49) |
|  |                   |

|  | Papilionidae (570)  |
|  |                     |
|  | Hedylidae (36)      |
|  |                     |
|  | Hesperiidae (4 113) |
|  |                     |
|  | Pieridae (1 164)    |
|  |                     |
|  | Riodinidae (1 532)  |
|  |                     |
|  | Lycaenidae (5 201)  |
|  |                     |
|  | Nymphalidae (6 152) |
|  |                     |

|  | Pyralidae (5 921) |
|  |                   |
|  | Crambidae (9 655) |
|  |                   |

|  | Mimallonidae (194) |
|  |                    |

|  | Cimeliidae (6)   |
|  |                  |
|  | Doidae (6)       |
|  |                  |
|  | Drepanidae (660) |
|  |                  |

|  | Lasiocampidae (1 952) |
|  |                       |

|  | Apatelodidae (145)  |
|  |                     |
|  | Eupterotidae (339)  |
|  |                     |
|  | Brahmaeidae (65)    |
|  |                     |
|  | Phiditiidae (23)    |
|  |                     |
|  | Anthelidae (94)     |
|  |                     |
|  | Carthaeidae (1)     |
|  |                     |
|  | Endromidae (59)     |
|  |                     |
|  | Bombycidae (185)    |
|  |                     |
|  | Saturniidae (2 349) |
|  |                     |
|  | Sphingidae (1 463)  |
|  |                     |

|  | Epicopeiidae (20)    |
|  |                      |
|  | Sematuridae (40)     |
|  |                      |
|  | Uraniidae (686)      |
|  |                      |
|  | Pseudobistonidae (1) |
|  |                      |
|  | Geometridae (23 001) |
|  |                      |

|  | Oenosandridae (8)    |
|  |                      |
|  | Notodontidae (3 800) |
|  |                      |
|  | Erebidae (24 569)    |
|  |                      |
|  | Euteliidae (520)     |
|  |                      |
|  | Nolidae (1 738)      |
|  |                      |
|  | Noctuidae (11 772)   |
|  |                      |

|  | Cimeliidae (6)   |
|  |                  |
|  | Doidae (6)       |
|  |                  |
|  | Drepanidae (660) |
|  |                  |

|  | Lasiocampidae (1 952) |
|  |                       |

|  | Apatelodidae (145)  |
|  |                     |
|  | Eupterotidae (339)  |
|  |                     |
|  | Brahmaeidae (65)    |
|  |                     |
|  | Phiditiidae (23)    |
|  |                     |
|  | Anthelidae (94)     |
|  |                     |
|  | Carthaeidae (1)     |
|  |                     |
|  | Endromidae (59)     |
|  |                     |
|  | Bombycidae (185)    |
|  |                     |
|  | Saturniidae (2 349) |
|  |                     |
|  | Sphingidae (1 463)  |
|  |                     |

|  | Epicopeiidae (20)    |
|  |                      |
|  | Sematuridae (40)     |
|  |                      |
|  | Uraniidae (686)      |
|  |                      |
|  | Pseudobistonidae (1) |
|  |                      |
|  | Geometridae (23 001) |
|  |                      |

|  | Oenosandridae (8)    |
|  |                      |
|  | Notodontidae (3 800) |
|  |                      |
|  | Erebidae (24 569)    |
|  |                      |
|  | Euteliidae (520)     |
|  |                      |
|  | Nolidae (1 738)      |
|  |                      |
|  | Noctuidae (11 772)   |
|  |                      |

|  | Whalleyanidae (2) |
|  |                   |

|  | Thyrididae (940) |
|  |                  |

|  | Hyblaeidae (18)   |
|  |                   |
|  | Prodidactidae (1) |
|  |                   |

|  | Callidulidae (49) |
|  |                   |

|  | Papilionidae (570)  |
|  |                     |
|  | Hedylidae (36)      |
|  |                     |
|  | Hesperiidae (4 113) |
|  |                     |
|  | Pieridae (1 164)    |
|  |                     |
|  | Riodinidae (1 532)  |
|  |                     |
|  | Lycaenidae (5 201)  |
|  |                     |
|  | Nymphalidae (6 152) |
|  |                     |

|  | Pyralidae (5 921) |
|  |                   |
|  | Crambidae (9 655) |
|  |                   |

|  | Mimallonidae (194) |
|  |                    |

|  | Cimeliidae (6)   |
|  |                  |
|  | Doidae (6)       |
|  |                  |
|  | Drepanidae (660) |
|  |                  |

|  | Lasiocampidae (1 952) |
|  |                       |

|  | Apatelodidae (145)  |
|  |                     |
|  | Eupterotidae (339)  |
|  |                     |
|  | Brahmaeidae (65)    |
|  |                     |
|  | Phiditiidae (23)    |
|  |                     |
|  | Anthelidae (94)     |
|  |                     |
|  | Carthaeidae (1)     |
|  |                     |
|  | Endromidae (59)     |
|  |                     |
|  | Bombycidae (185)    |
|  |                     |
|  | Saturniidae (2 349) |
|  |                     |
|  | Sphingidae (1 463)  |
|  |                     |

|  | Epicopeiidae (20)    |
|  |                      |
|  | Sematuridae (40)     |
|  |                      |
|  | Uraniidae (686)      |
|  |                      |
|  | Pseudobistonidae (1) |
|  |                      |
|  | Geometridae (23 001) |
|  |                      |

|  | Oenosandridae (8)    |
|  |                      |
|  | Notodontidae (3 800) |
|  |                      |
|  | Erebidae (24 569)    |
|  |                      |
|  | Euteliidae (520)     |
|  |                      |
|  | Nolidae (1 738)      |
|  |                      |
|  | Noctuidae (11 772)   |
|  |                      |

|  | Cimeliidae (6)   |
|  |                  |
|  | Doidae (6)       |
|  |                  |
|  | Drepanidae (660) |
|  |                  |

|  | Lasiocampidae (1 952) |
|  |                       |

|  | Apatelodidae (145)  |
|  |                     |
|  | Eupterotidae (339)  |
|  |                     |
|  | Brahmaeidae (65)    |
|  |                     |
|  | Phiditiidae (23)    |
|  |                     |
|  | Anthelidae (94)     |
|  |                     |
|  | Carthaeidae (1)     |
|  |                     |
|  | Endromidae (59)     |
|  |                     |
|  | Bombycidae (185)    |
|  |                     |
|  | Saturniidae (2 349) |
|  |                     |
|  | Sphingidae (1 463)  |
|  |                     |

|  | Epicopeiidae (20)    |
|  |                      |
|  | Sematuridae (40)     |
|  |                      |
|  | Uraniidae (686)      |
|  |                      |
|  | Pseudobistonidae (1) |
|  |                      |
|  | Geometridae (23 001) |
|  |                      |

|  | Oenosandridae (8)    |
|  |                      |
|  | Notodontidae (3 800) |
|  |                      |
|  | Erebidae (24 569)    |
|  |                      |
|  | Euteliidae (520)     |
|  |                      |
|  | Nolidae (1 738)      |
|  |                      |
|  | Noctuidae (11 772)   |
|  |                      |

|  | Douglasiidae (29) |
|  |                   |

|  | Simaethistidae (4) |
|  |                    |

|  | Autostichidae (638)    |
|  |                        |
|  | Lecithoceridae (1 200) |
|  |                        |
|  | Xyloryctidae (524)     |
|  |                        |
|  | Blastobasidae (377)    |
|  |                        |
|  | Oecophoridae (3 308)   |
|  |                        |
|  | Schistonoeidae (1)     |
|  |                        |
|  | Lypusidae (21)         |
|  |                        |
|  | Chimabachidae (6)      |
|  |                        |
|  | Peleopodidae (28)      |
|  |                        |
|  | Depressariidae (2 000) |
|  |                        |
|  | Elachistidae (1 201)   |
|  |                        |
|  | Syringopaidae (1)      |
|  |                        |
|  | Coelopoetidae (3)      |
|  |                        |
|  | Stathmopodidae (408)   |
|  |                        |
|  | Epimarptidae (4)       |
|  |                        |
|  | Batrachedridae (99)    |
|  |                        |
|  | Coleophoridae (1 386)  |
|  |                        |
|  | Momphidae (115)        |
|  |                        |
|  | Pterolonchidae (8)     |
|  |                        |
|  | Scythrididae (669)     |
|  |                        |

|  | Tineodidae (19)  |
|  |                  |
|  | Alucitidae (211) |
|  |                  |

|  | Pterophoridae (1 318) |
|  |                       |

|  | Copromorphidae (43) |
|  |                     |
|  | Carposinidae (283)  |
|  |                     |

|  | Schreckensteiniidae (8) |
|  |                         |

|  | Epermeniidae (126) |
|  |                    |

|  | Urodidae (66) |
|  |               |

|  | Immidae (245) |
|  |               |

|  | Choreutidae (406) |
|  |                   |

|  | Galacticidae (19) |
|  |                   |

|  | Tortricidae (10 387) |
|  |                      |

|  | Brachodidae (137)  |
|  |                    |
|  | Cossidae (971)     |
|  |                    |
|  | Dudgeoneidae (57)  |
|  |                    |
|  | Metarbelidae (196) |
|  |                    |
|  | Ratardidae (10)    |
|  |                    |
|  | Castniidae (113)   |
|  |                    |
|  | Sesiidae (1 397)   |
|  |                    |

|  | Epipyropidae (32)    |
|  |                      |
|  | Cyclotornidae (5)    |
|  |                      |
|  | Heterogynidae (10)   |
|  |                      |
|  | Lacturidae (120)     |
|  |                      |
|  | Phaudidae (15)       |
|  |                      |
|  | Dalceridae (80)      |
|  |                      |
|  | Limacodidae (1 672)  |
|  |                      |
|  | Megalopygidae (232)  |
|  |                      |
|  | Aididae (6)          |
|  |                      |
|  | Somabrachyidae (8)   |
|  |                      |
|  | Himantopteridae (80) |
|  |                      |
|  | Zigaenidae (1 036)   |
|  |                      |

|  | Whalleyanidae (2) |
|  |                   |

|  | Thyrididae (940) |
|  |                  |

|  | Hyblaeidae (18)   |
|  |                   |
|  | Prodidactidae (1) |
|  |                   |

|  | Callidulidae (49) |
|  |                   |

|  | Papilionidae (570)  |
|  |                     |
|  | Hedylidae (36)      |
|  |                     |
|  | Hesperiidae (4 113) |
|  |                     |
|  | Pieridae (1 164)    |
|  |                     |
|  | Riodinidae (1 532)  |
|  |                     |
|  | Lycaenidae (5 201)  |
|  |                     |
|  | Nymphalidae (6 152) |
|  |                     |

|  | Pyralidae (5 921) |
|  |                   |
|  | Crambidae (9 655) |
|  |                   |

|  | Mimallonidae (194) |
|  |                    |

|  | Cimeliidae (6)   |
|  |                  |
|  | Doidae (6)       |
|  |                  |
|  | Drepanidae (660) |
|  |                  |

|  | Lasiocampidae (1 952) |
|  |                       |

|  | Apatelodidae (145)  |
|  |                     |
|  | Eupterotidae (339)  |
|  |                     |
|  | Brahmaeidae (65)    |
|  |                     |
|  | Phiditiidae (23)    |
|  |                     |
|  | Anthelidae (94)     |
|  |                     |
|  | Carthaeidae (1)     |
|  |                     |
|  | Endromidae (59)     |
|  |                     |
|  | Bombycidae (185)    |
|  |                     |
|  | Saturniidae (2 349) |
|  |                     |
|  | Sphingidae (1 463)  |
|  |                     |

|  | Epicopeiidae (20)    |
|  |                      |
|  | Sematuridae (40)     |
|  |                      |
|  | Uraniidae (686)      |
|  |                      |
|  | Pseudobistonidae (1) |
|  |                      |
|  | Geometridae (23 001) |
|  |                      |

|  | Oenosandridae (8)    |
|  |                      |
|  | Notodontidae (3 800) |
|  |                      |
|  | Erebidae (24 569)    |
|  |                      |
|  | Euteliidae (520)     |
|  |                      |
|  | Nolidae (1 738)      |
|  |                      |
|  | Noctuidae (11 772)   |
|  |                      |

|  | Cimeliidae (6)   |
|  |                  |
|  | Doidae (6)       |
|  |                  |
|  | Drepanidae (660) |
|  |                  |

|  | Lasiocampidae (1 952) |
|  |                       |

|  | Apatelodidae (145)  |
|  |                     |
|  | Eupterotidae (339)  |
|  |                     |
|  | Brahmaeidae (65)    |
|  |                     |
|  | Phiditiidae (23)    |
|  |                     |
|  | Anthelidae (94)     |
|  |                     |
|  | Carthaeidae (1)     |
|  |                     |
|  | Endromidae (59)     |
|  |                     |
|  | Bombycidae (185)    |
|  |                     |
|  | Saturniidae (2 349) |
|  |                     |
|  | Sphingidae (1 463)  |
|  |                     |

|  | Epicopeiidae (20)    |
|  |                      |
|  | Sematuridae (40)     |
|  |                      |
|  | Uraniidae (686)      |
|  |                      |
|  | Pseudobistonidae (1) |
|  |                      |
|  | Geometridae (23 001) |
|  |                      |

|  | Oenosandridae (8)    |
|  |                      |
|  | Notodontidae (3 800) |
|  |                      |
|  | Erebidae (24 569)    |
|  |                      |
|  | Euteliidae (520)     |
|  |                      |
|  | Nolidae (1 738)      |
|  |                      |
|  | Noctuidae (11 772)   |
|  |                      |

|  | Whalleyanidae (2) |
|  |                   |

|  | Thyrididae (940) |
|  |                  |

|  | Hyblaeidae (18)   |
|  |                   |
|  | Prodidactidae (1) |
|  |                   |

|  | Callidulidae (49) |
|  |                   |

|  | Papilionidae (570)  |
|  |                     |
|  | Hedylidae (36)      |
|  |                     |
|  | Hesperiidae (4 113) |
|  |                     |
|  | Pieridae (1 164)    |
|  |                     |
|  | Riodinidae (1 532)  |
|  |                     |
|  | Lycaenidae (5 201)  |
|  |                     |
|  | Nymphalidae (6 152) |
|  |                     |

|  | Pyralidae (5 921) |
|  |                   |
|  | Crambidae (9 655) |
|  |                   |

|  | Mimallonidae (194) |
|  |                    |

|  | Cimeliidae (6)   |
|  |                  |
|  | Doidae (6)       |
|  |                  |
|  | Drepanidae (660) |
|  |                  |

|  | Lasiocampidae (1 952) |
|  |                       |

|  | Apatelodidae (145)  |
|  |                     |
|  | Eupterotidae (339)  |
|  |                     |
|  | Brahmaeidae (65)    |
|  |                     |
|  | Phiditiidae (23)    |
|  |                     |
|  | Anthelidae (94)     |
|  |                     |
|  | Carthaeidae (1)     |
|  |                     |
|  | Endromidae (59)     |
|  |                     |
|  | Bombycidae (185)    |
|  |                     |
|  | Saturniidae (2 349) |
|  |                     |
|  | Sphingidae (1 463)  |
|  |                     |

|  | Epicopeiidae (20)    |
|  |                      |
|  | Sematuridae (40)     |
|  |                      |
|  | Uraniidae (686)      |
|  |                      |
|  | Pseudobistonidae (1) |
|  |                      |
|  | Geometridae (23 001) |
|  |                      |

|  | Oenosandridae (8)    |
|  |                      |
|  | Notodontidae (3 800) |
|  |                      |
|  | Erebidae (24 569)    |
|  |                      |
|  | Euteliidae (520)     |
|  |                      |
|  | Nolidae (1 738)      |
|  |                      |
|  | Noctuidae (11 772)   |
|  |                      |

|  | Cimeliidae (6)   |
|  |                  |
|  | Doidae (6)       |
|  |                  |
|  | Drepanidae (660) |
|  |                  |

|  | Lasiocampidae (1 952) |
|  |                       |

|  | Apatelodidae (145)  |
|  |                     |
|  | Eupterotidae (339)  |
|  |                     |
|  | Brahmaeidae (65)    |
|  |                     |
|  | Phiditiidae (23)    |
|  |                     |
|  | Anthelidae (94)     |
|  |                     |
|  | Carthaeidae (1)     |
|  |                     |
|  | Endromidae (59)     |
|  |                     |
|  | Bombycidae (185)    |
|  |                     |
|  | Saturniidae (2 349) |
|  |                     |
|  | Sphingidae (1 463)  |
|  |                     |

|  | Epicopeiidae (20)    |
|  |                      |
|  | Sematuridae (40)     |
|  |                      |
|  | Uraniidae (686)      |
|  |                      |
|  | Pseudobistonidae (1) |
|  |                      |
|  | Geometridae (23 001) |
|  |                      |

|  | Oenosandridae (8)    |
|  |                      |
|  | Notodontidae (3 800) |
|  |                      |
|  | Erebidae (24 569)    |
|  |                      |
|  | Euteliidae (520)     |
|  |                      |
|  | Nolidae (1 738)      |
|  |                      |
|  | Noctuidae (11 772)   |
|  |                      |

### Sinonimi
Non sono stati riportati sinonimi.

## Alcune specie

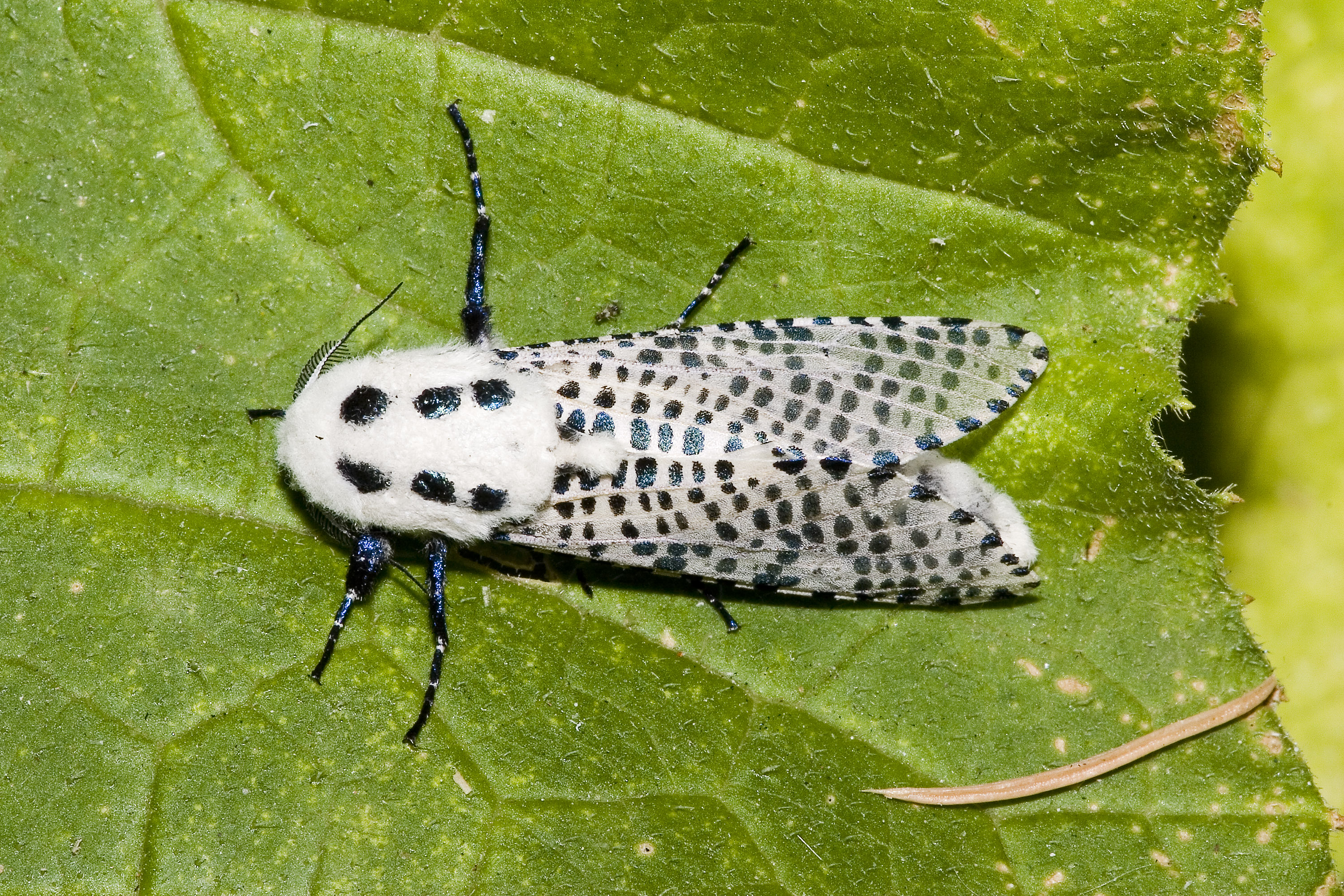
Zeuzera pyrina (Cossidae)
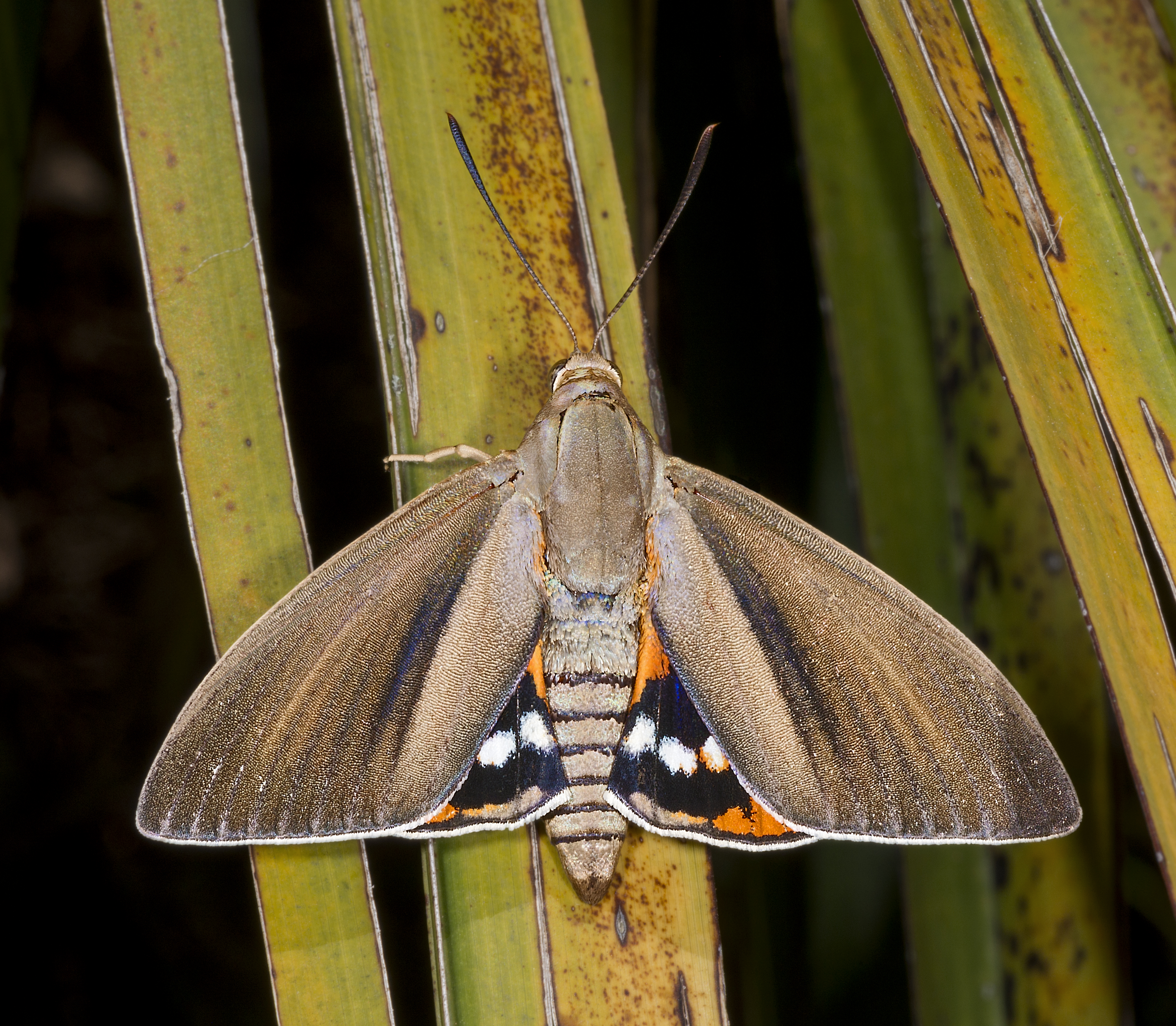
Paysandisia archon (Castniidae)
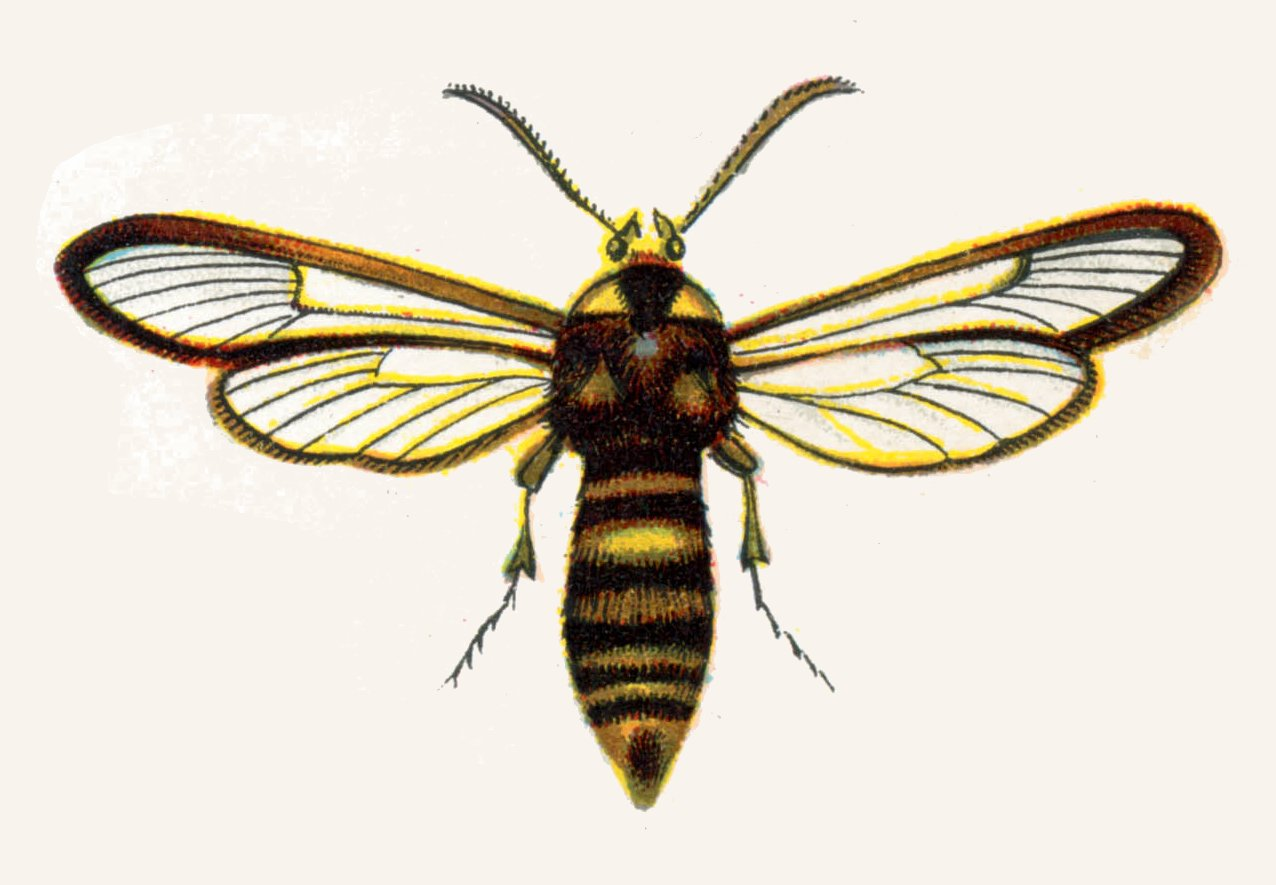
Sesia apiformis (Sesiidae)
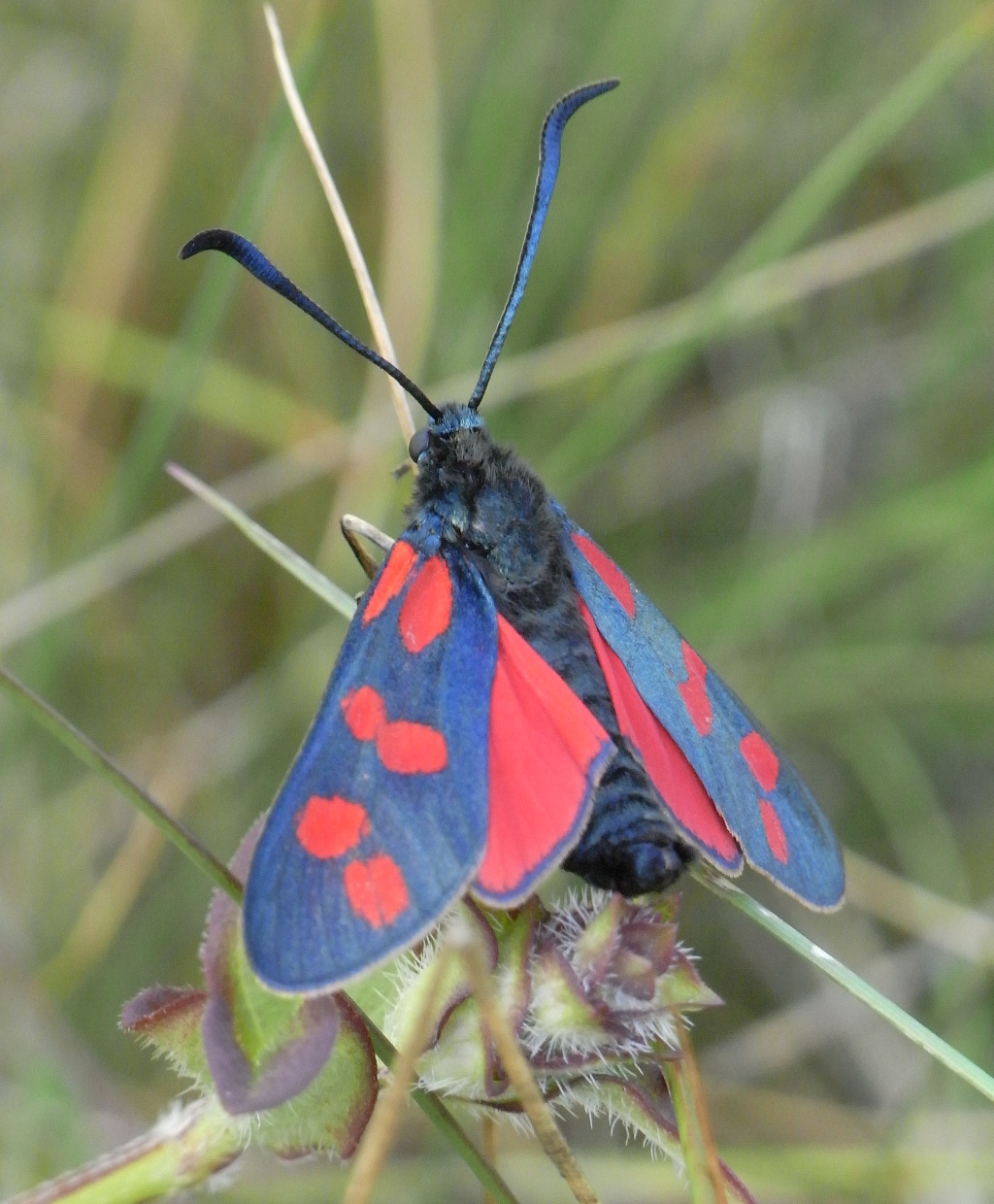
Zygaena filipendulae (Zygaenidae)
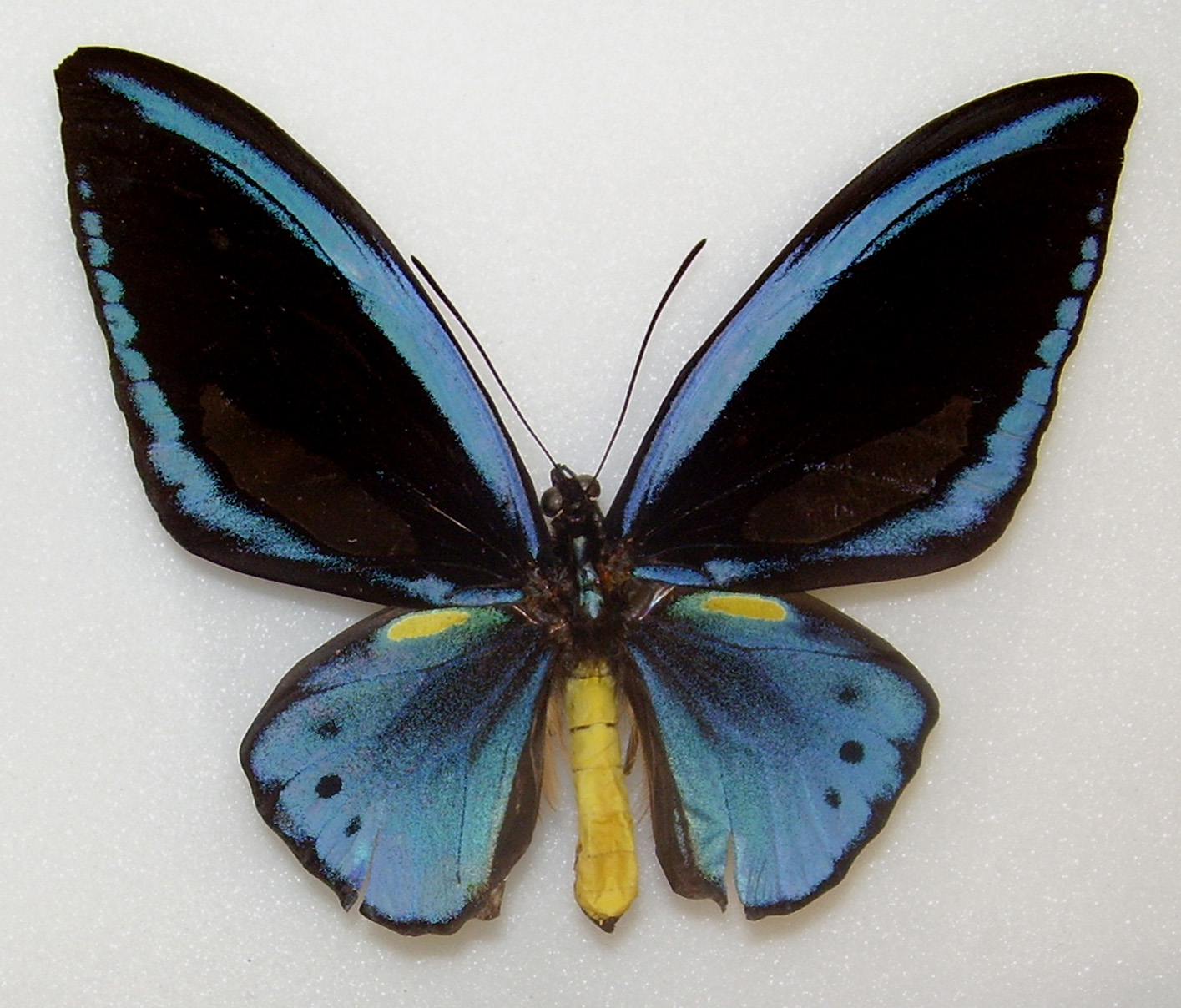
Ornithoptera priamus (Ornitottera Priamo) (Papilionidae)
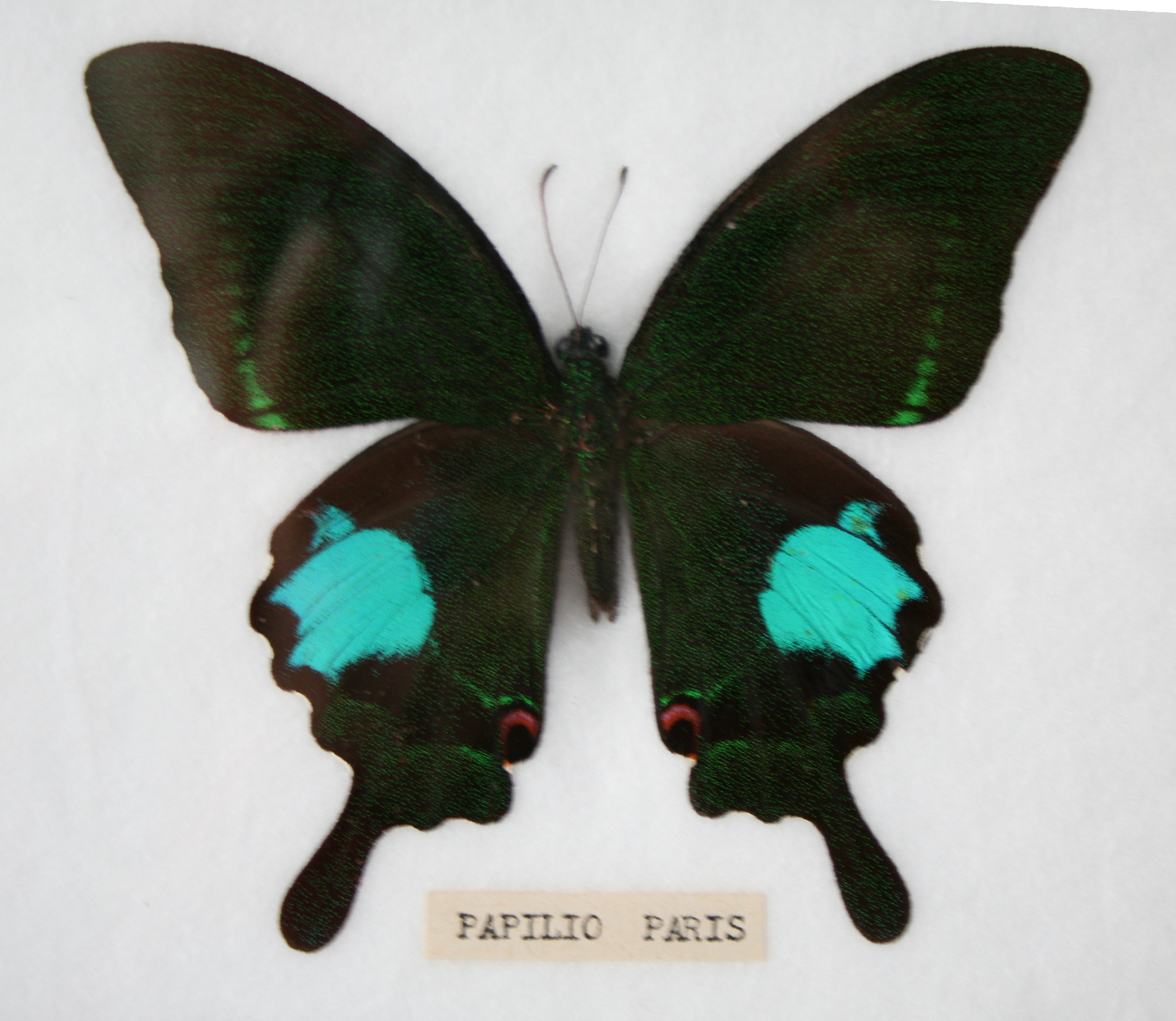
Papilio paris (Paride) (Papilionidae)
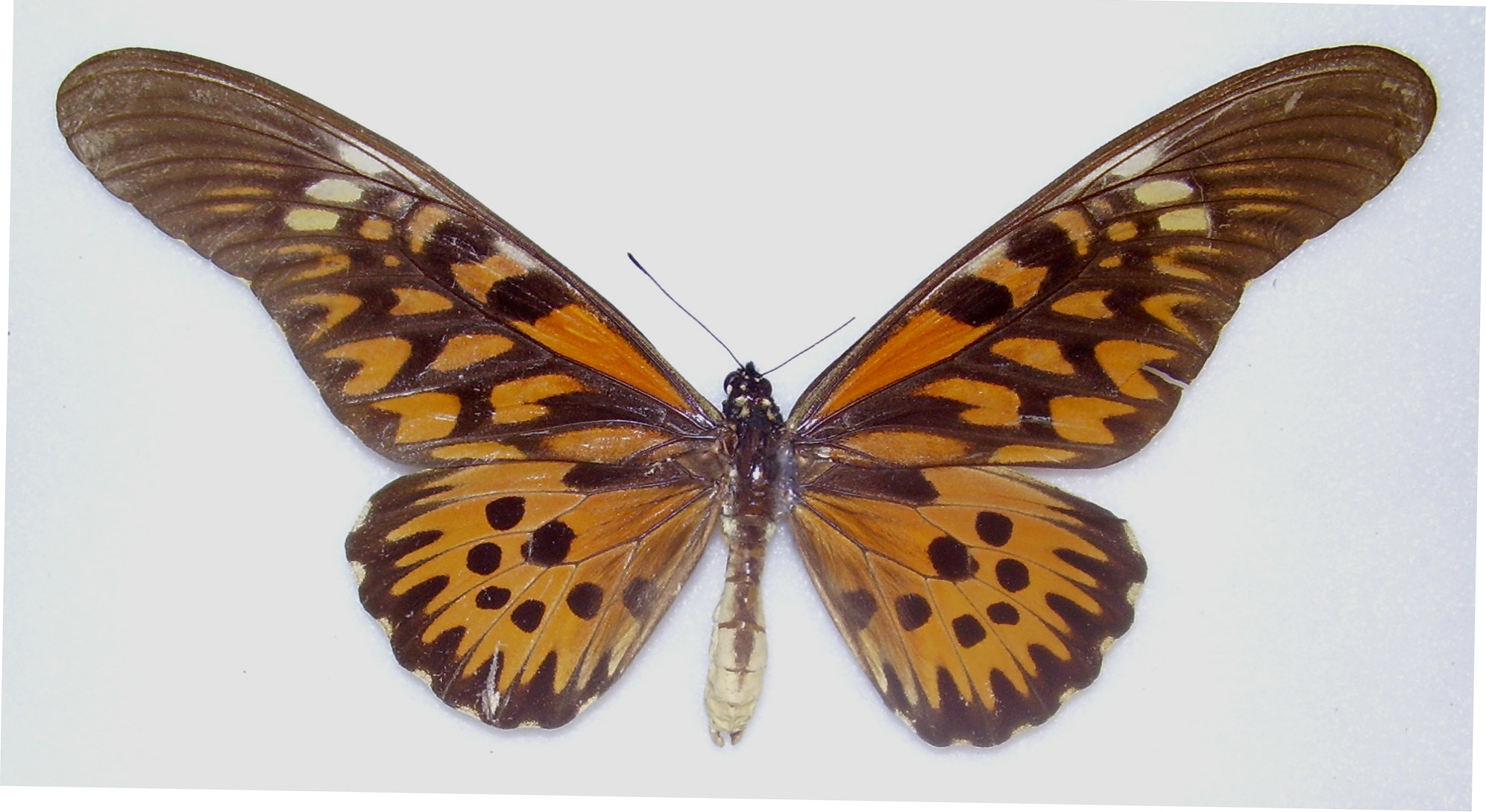
Papilio antimachus (Papilionidae)
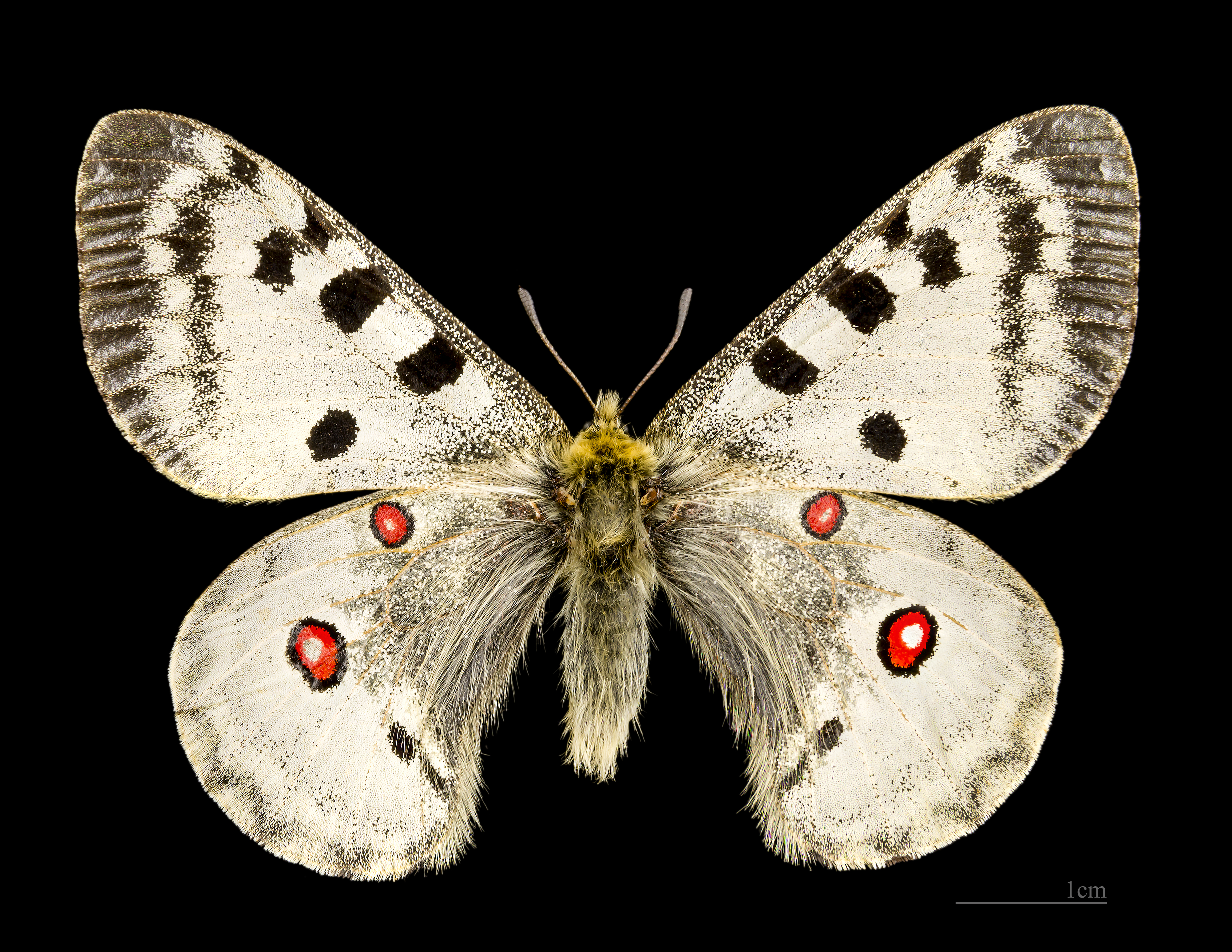
Parnassius apollo (Apollo) (Papilionidae)
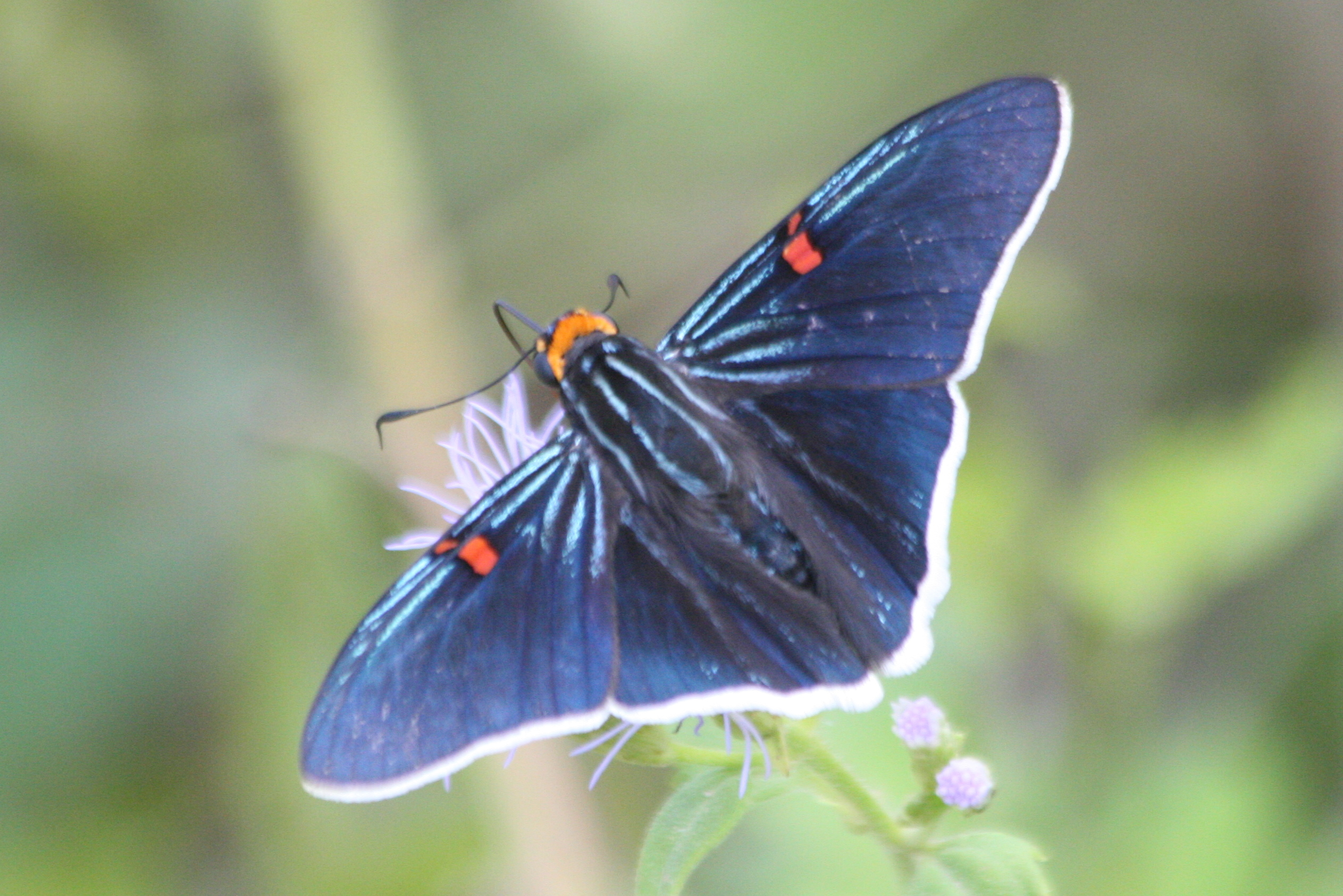
Phocides polybius (Hesperiidae)
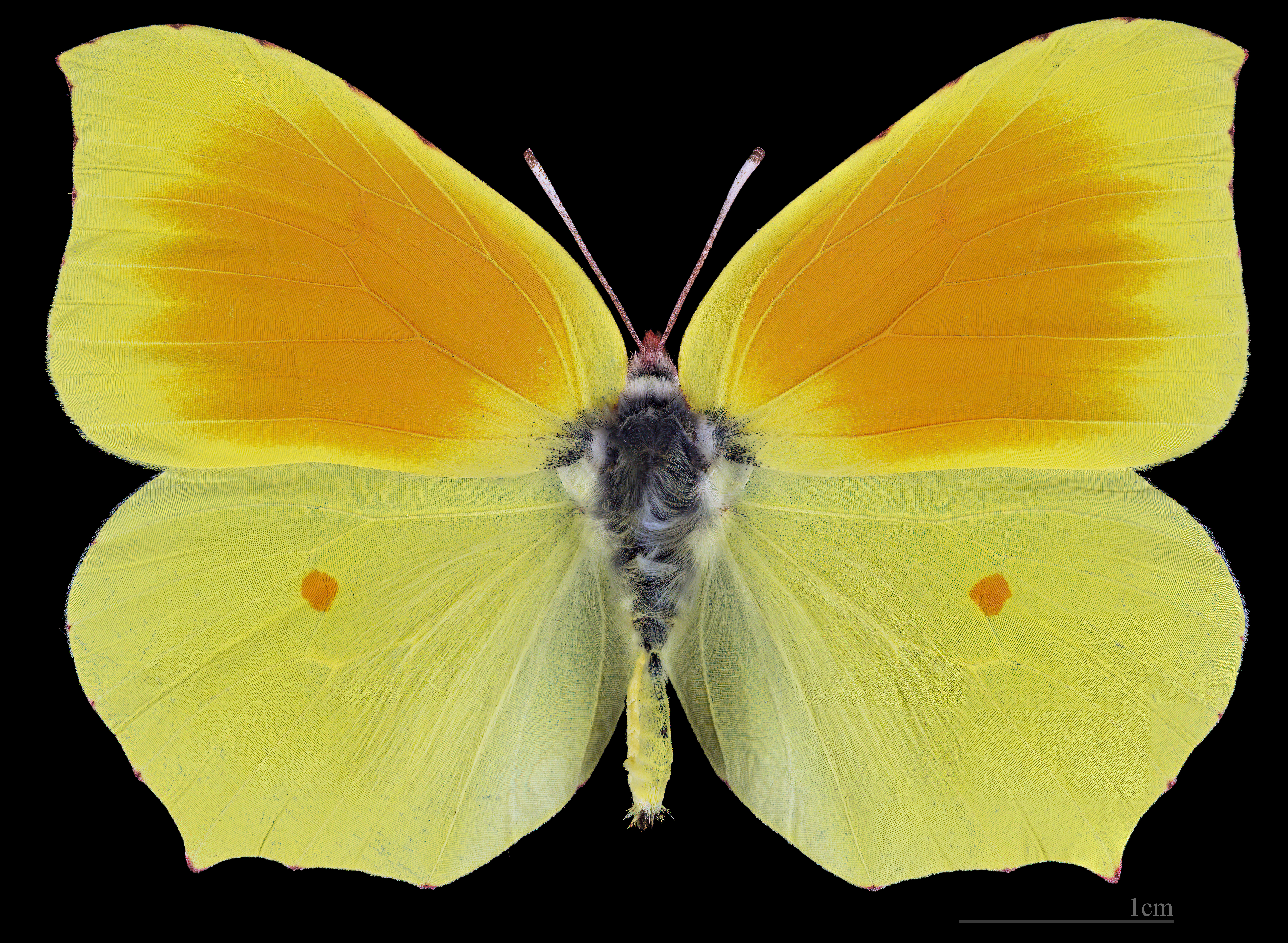
Gonepteryx cleopatra (Cleopatra) (Pieridae)
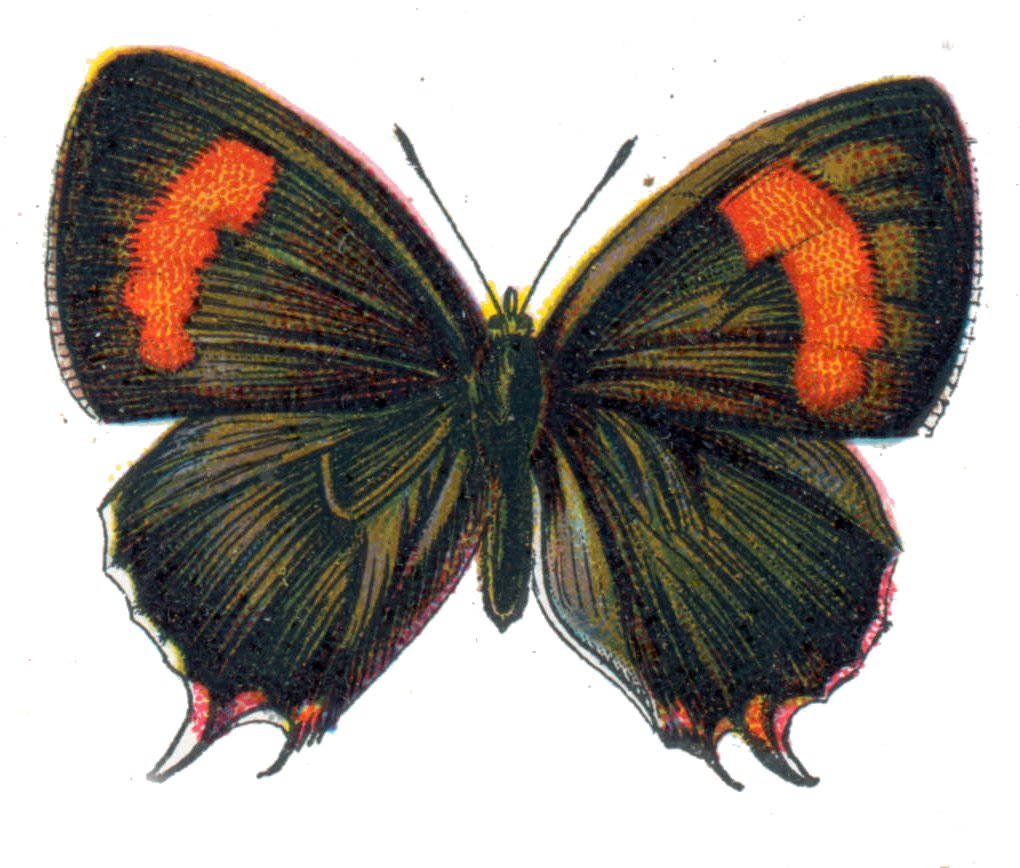
Thecla betulae (Tecla della betulla) (Lycaenidae)
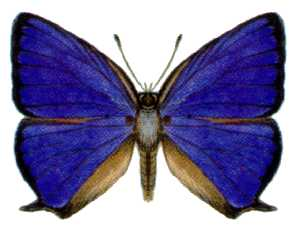
Arhopala madytus (Lycaenidae)
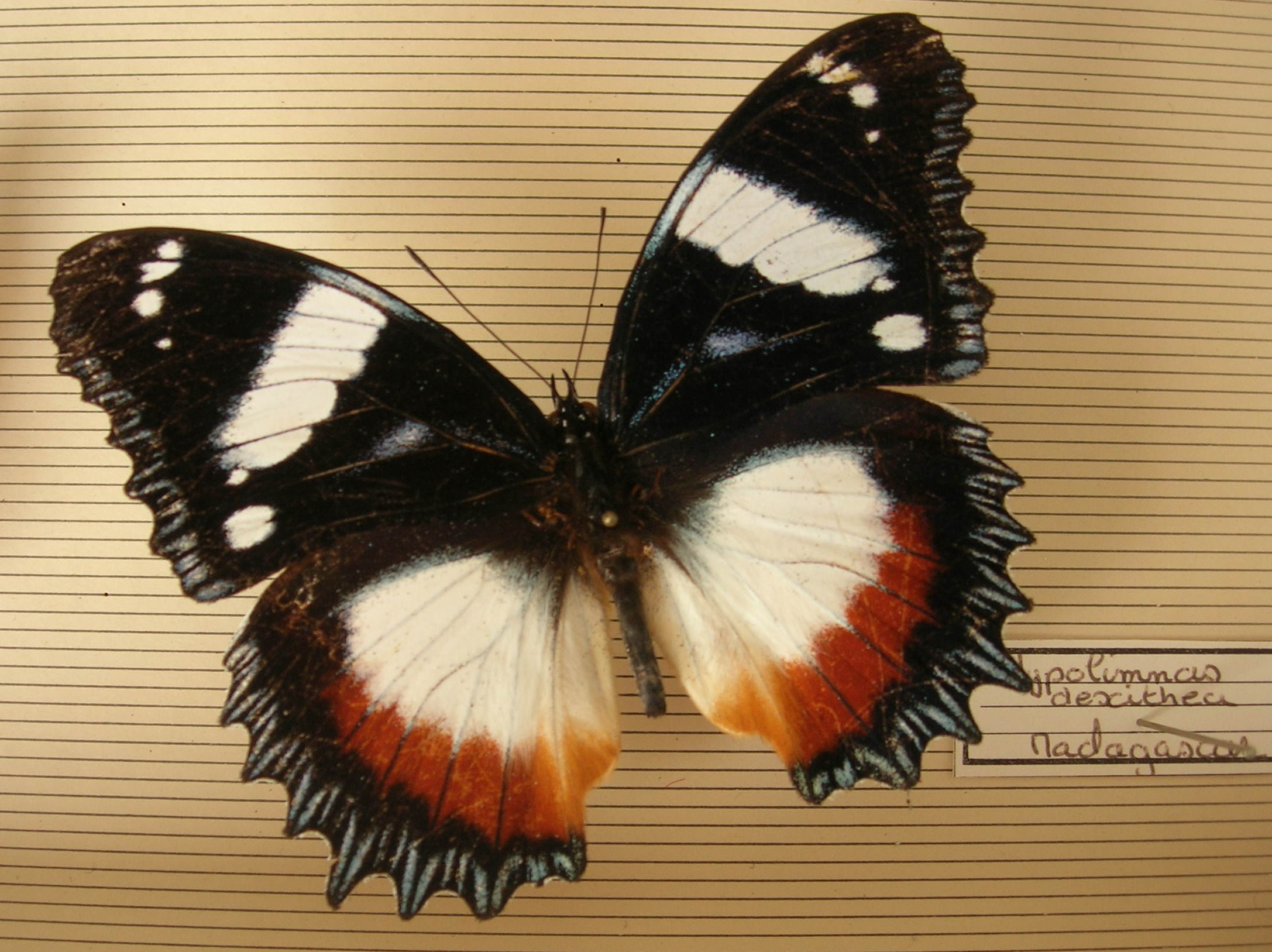
Hypolimnas dexithea (Nymphalidae)
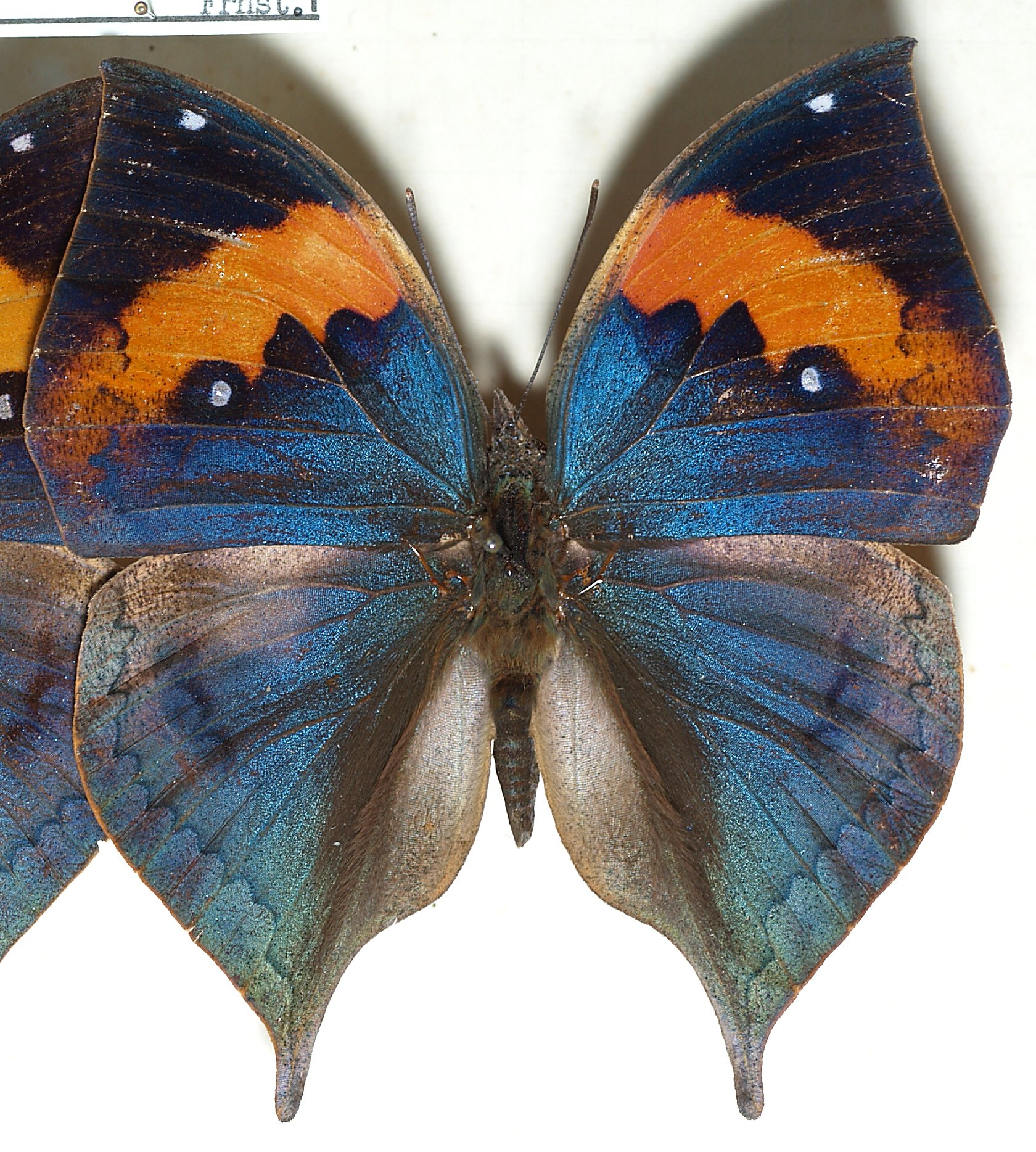
Kallima inachus (Farfalla foglia indiana) (Nymphalidae)
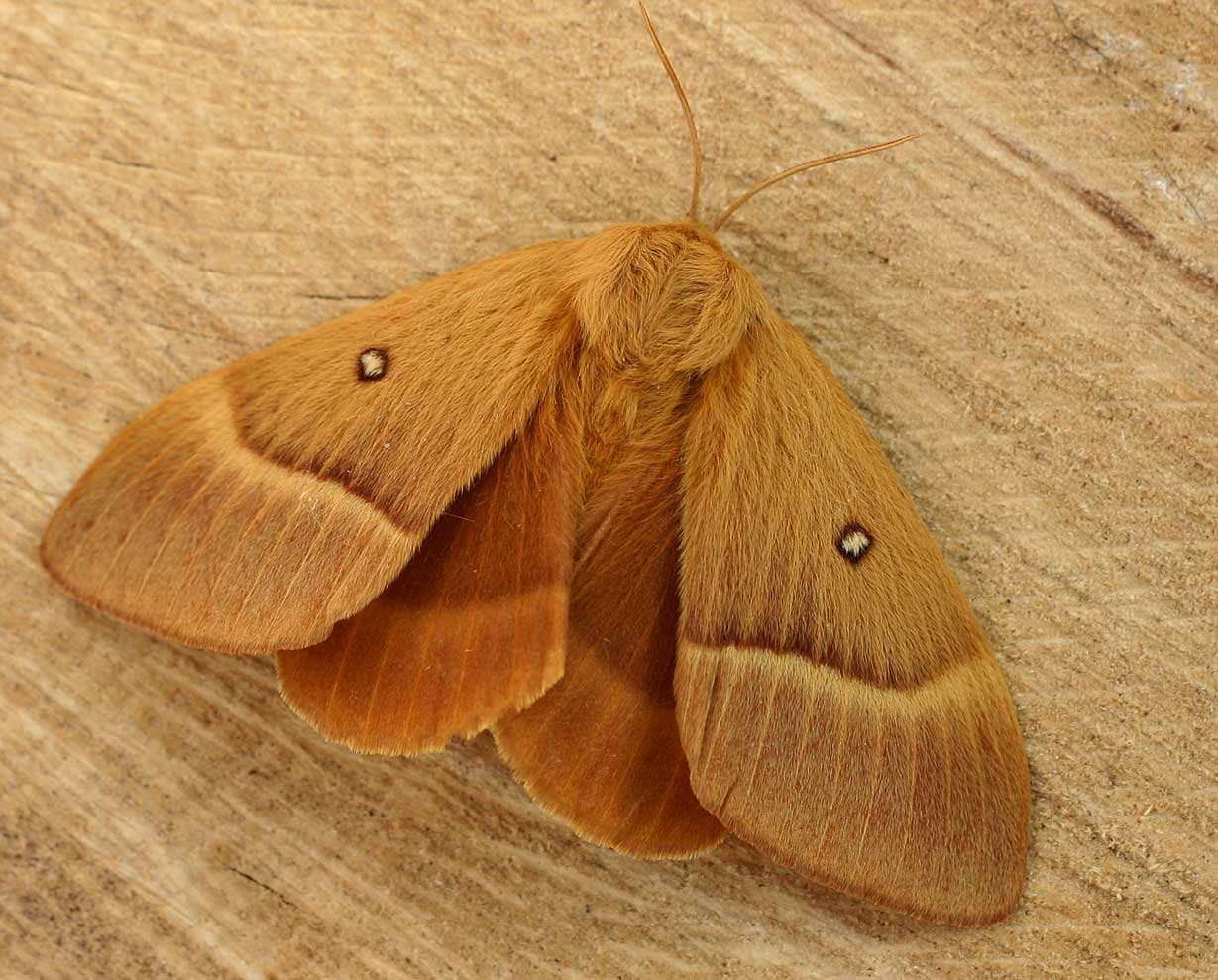
Lasiocampa quercus (Falena della quercia) (Lasiocampidae)
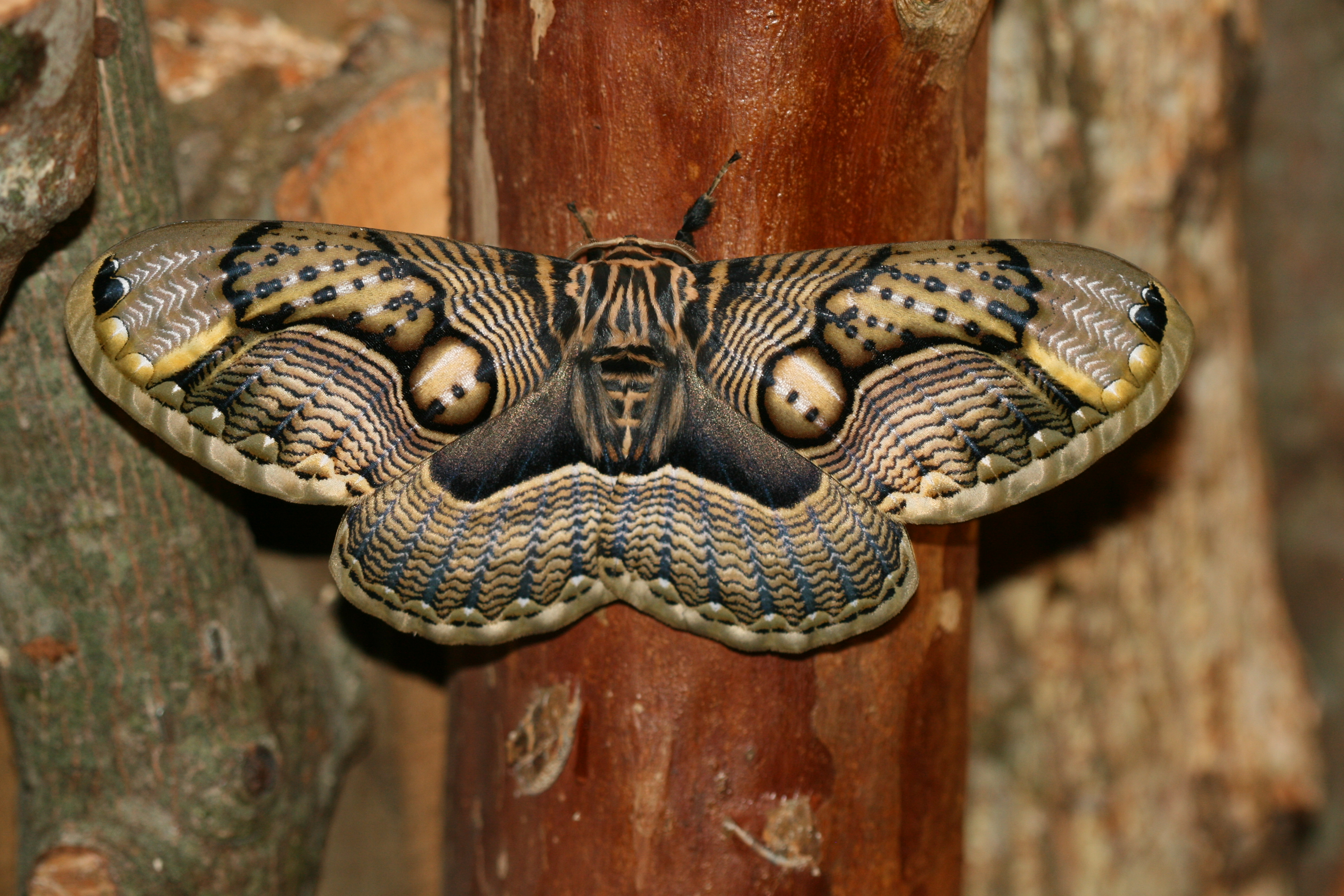
Brahmaea wallichii (Brahmaeidae)
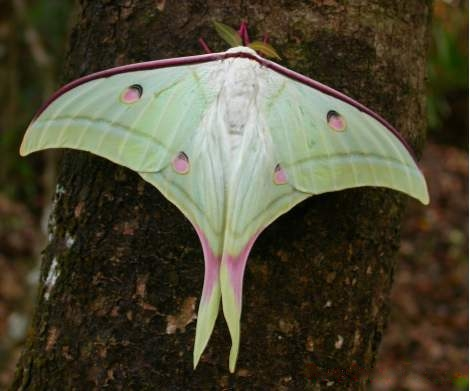
Actias luna (Saturniidae)
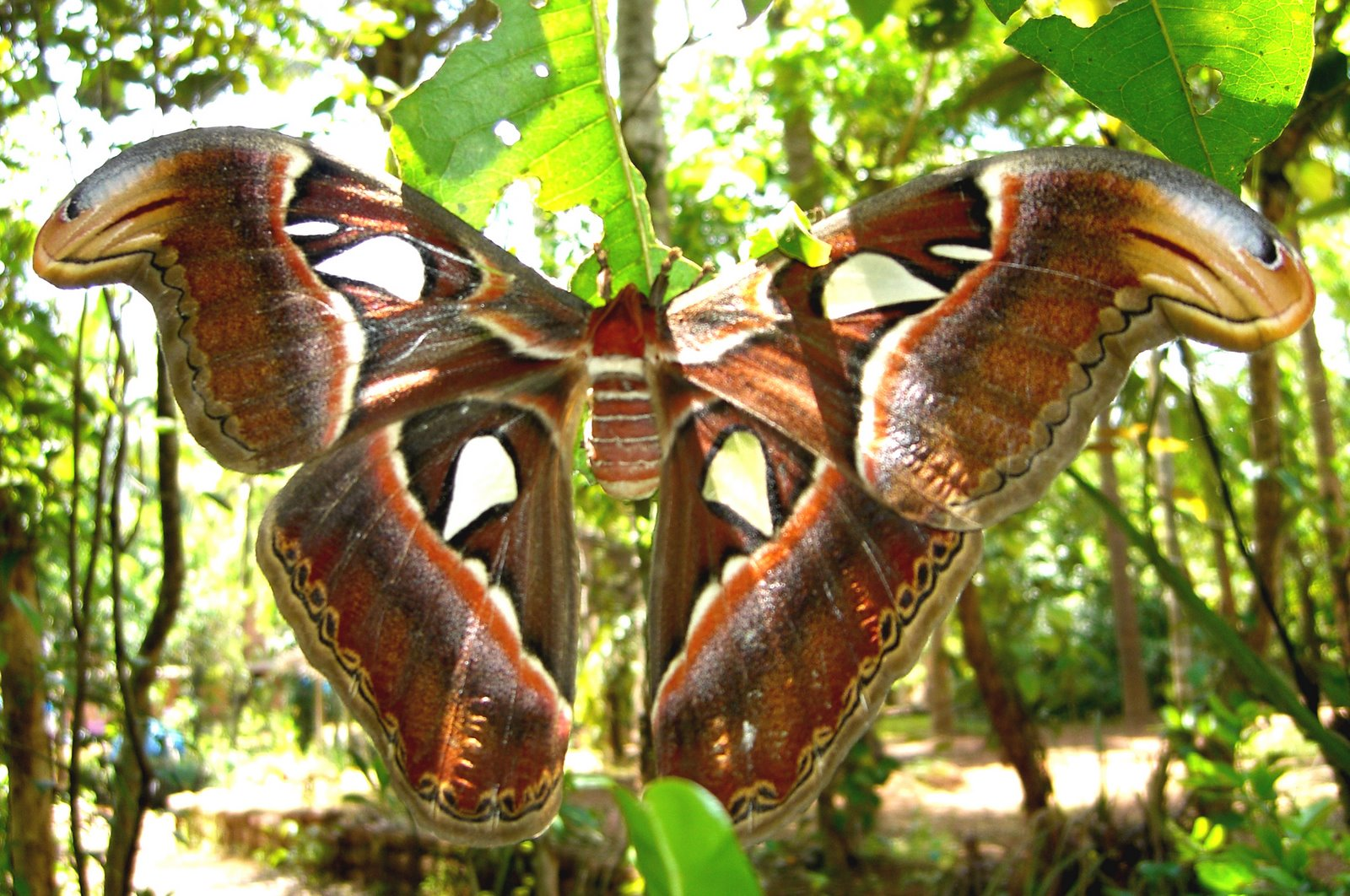
Attacus atlas (Atlante) (Saturniidae)
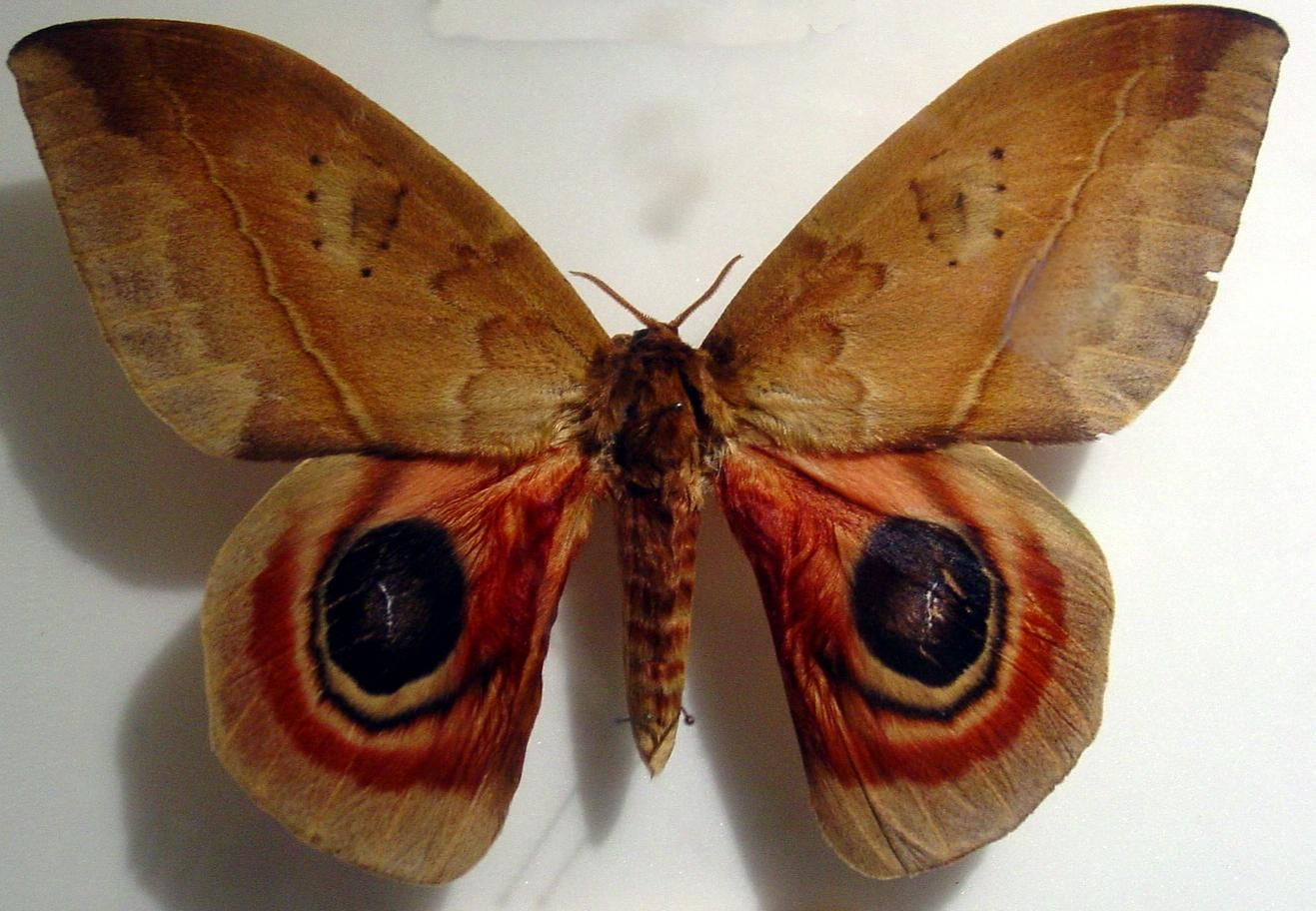
Automeris io (Saturniidae)
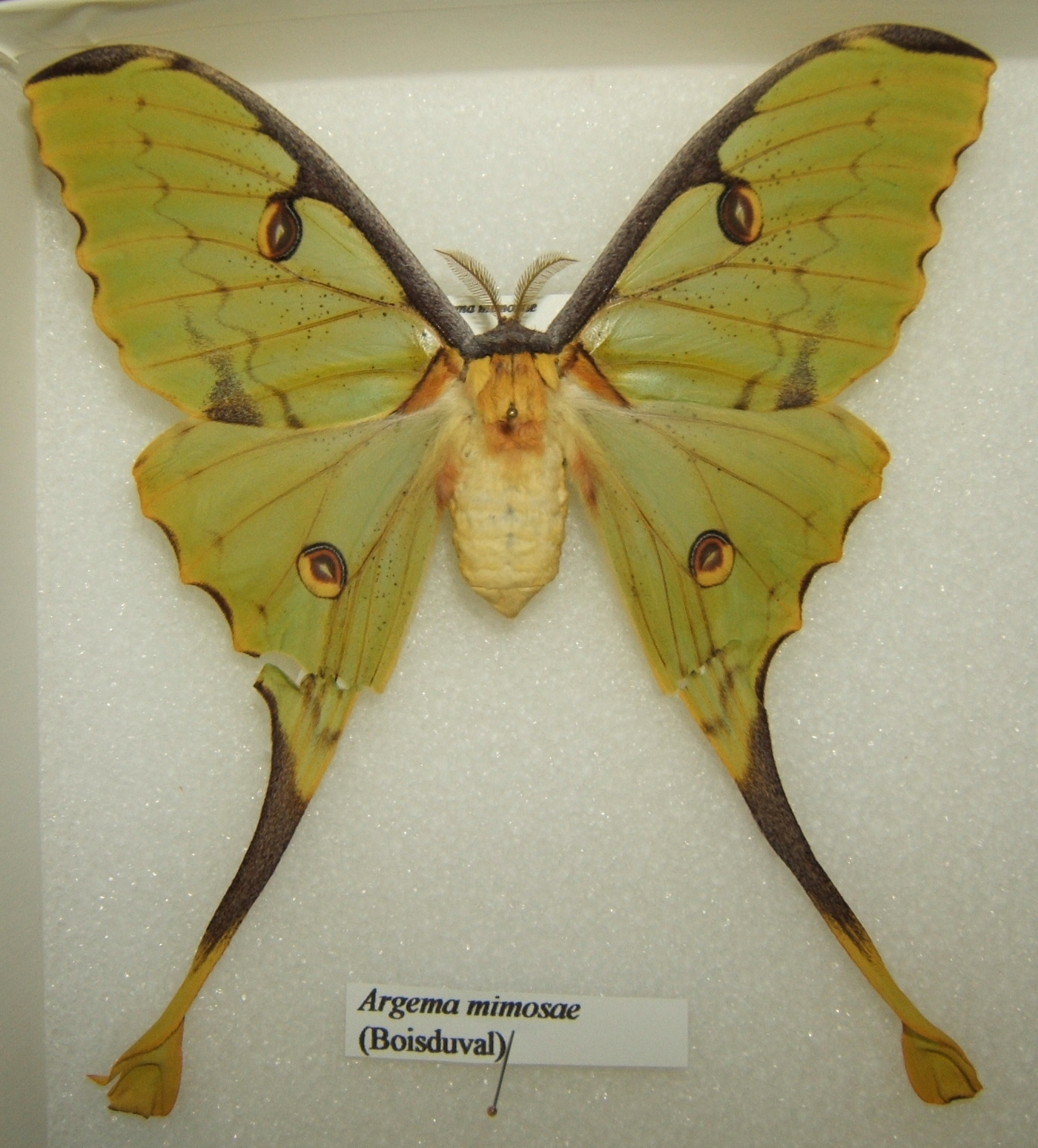
Argema mimosae (Saturniidae)
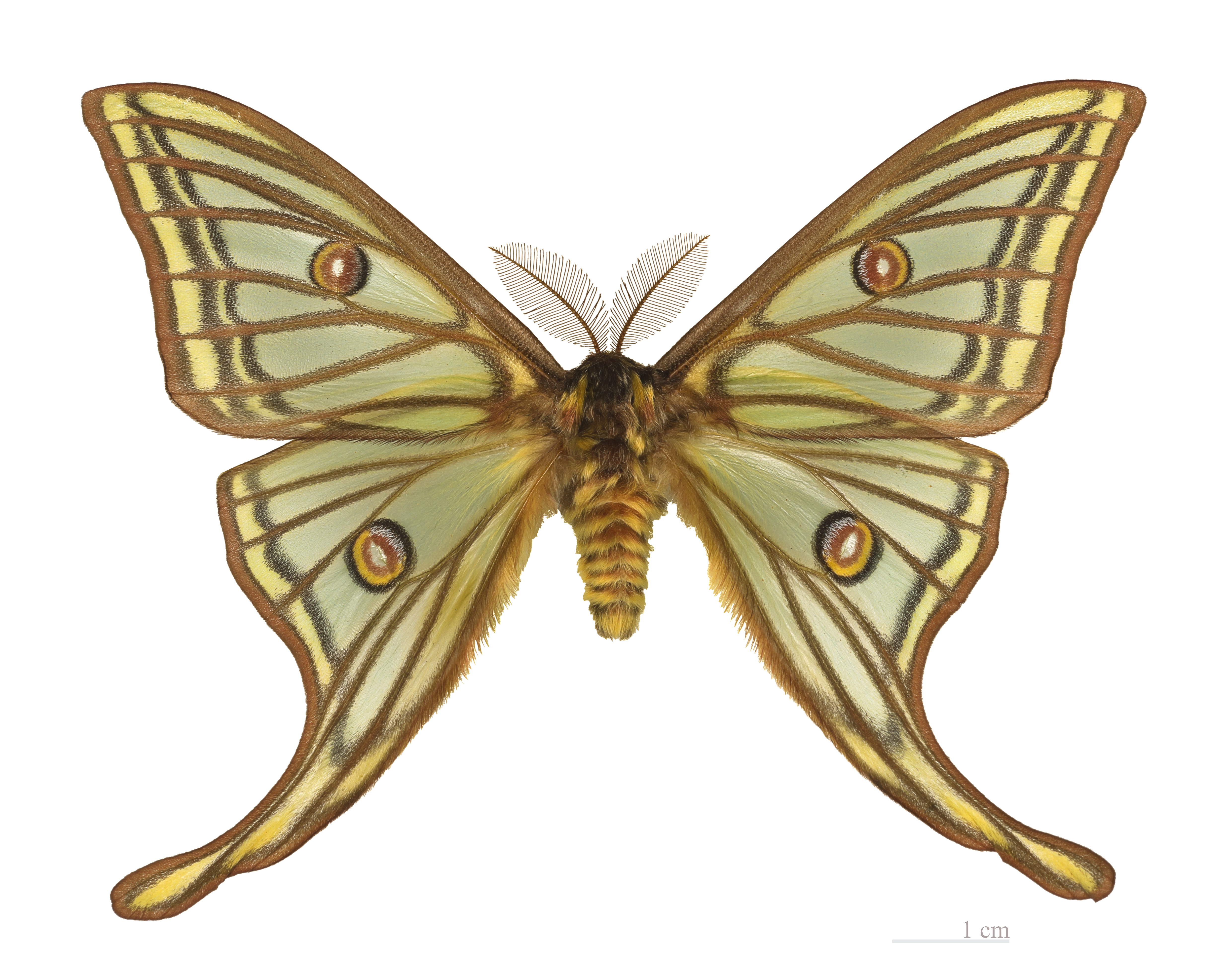
Graellsia isabellae (Saturniidae)
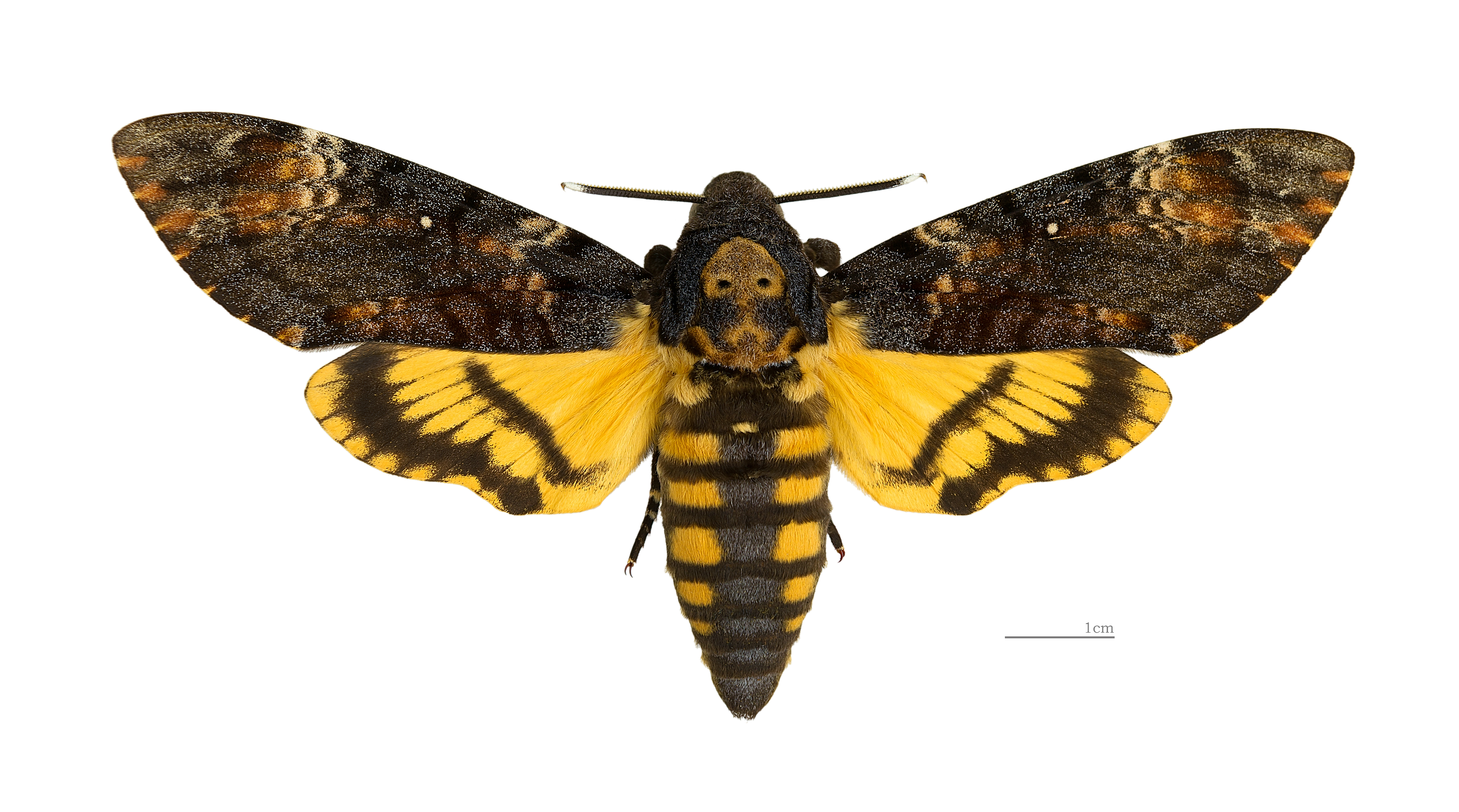
Acherontia atropos (Sfinge testa di morto) (Sphingidae)
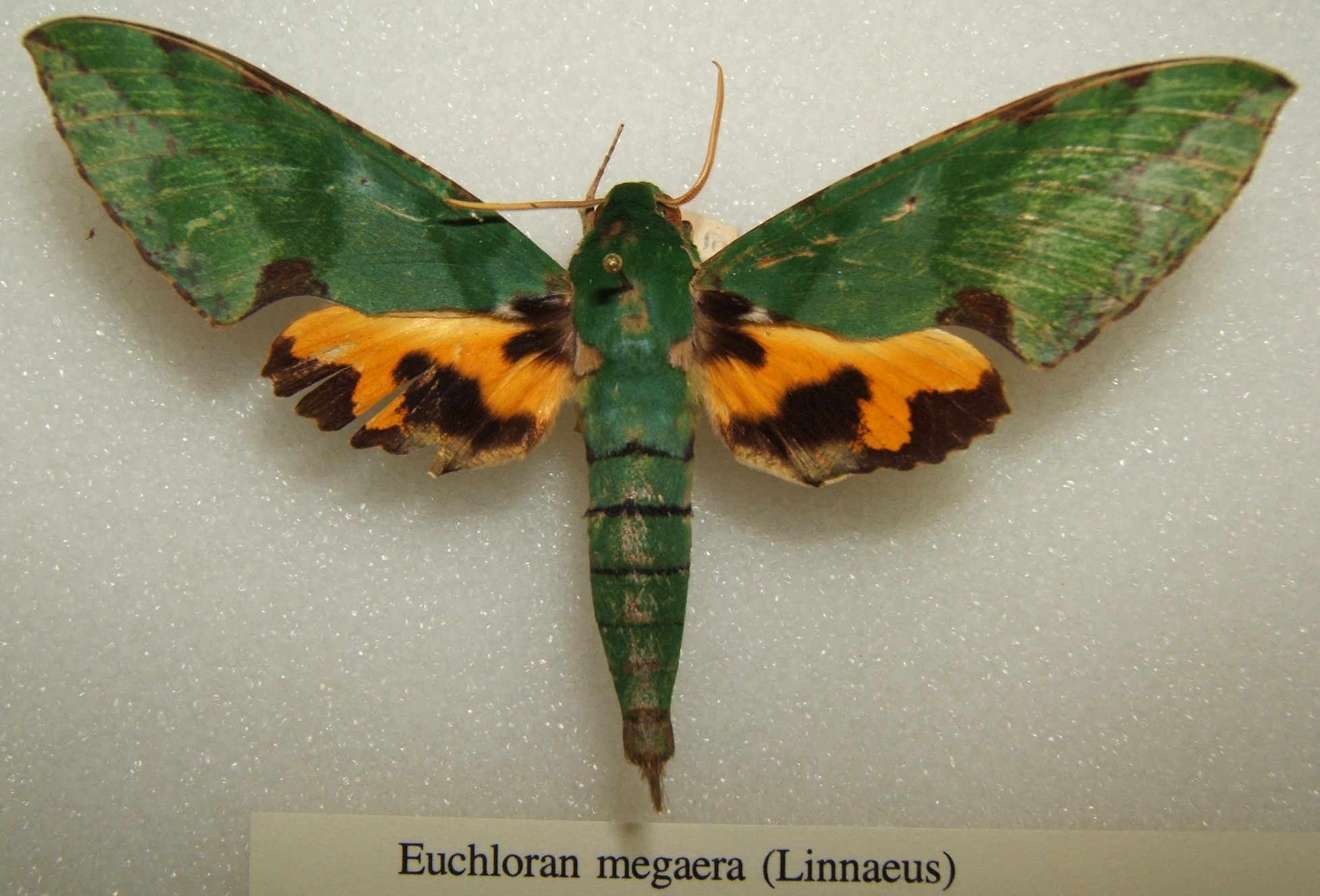
Euchloron megaera (Sphingidae)
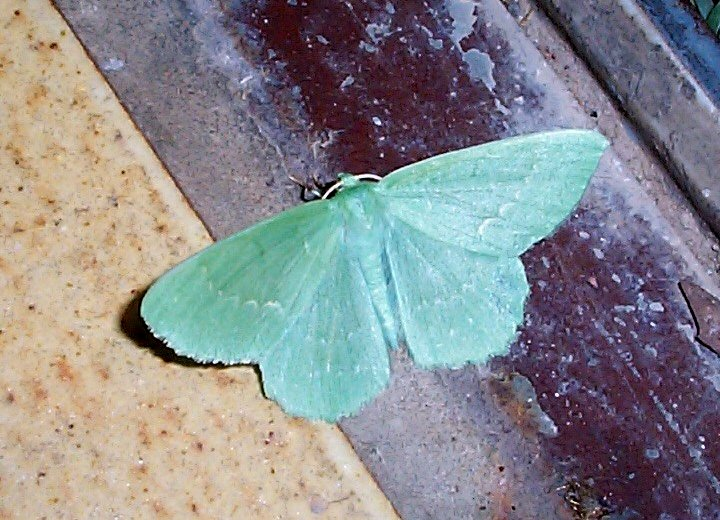
Geometra papilionaria (Geometra) (Geometridae)
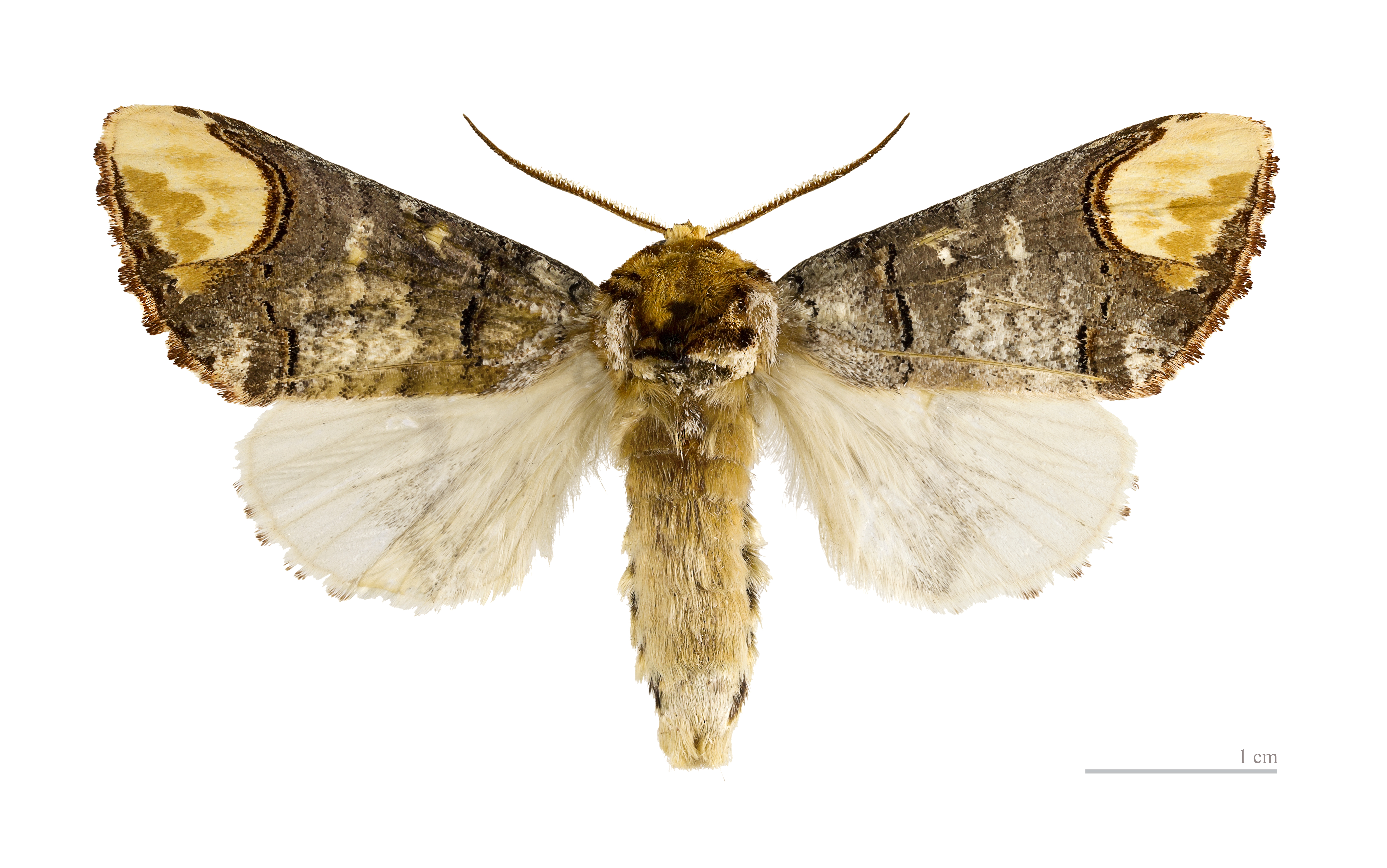
Phalera bucephala (Notodontidae)
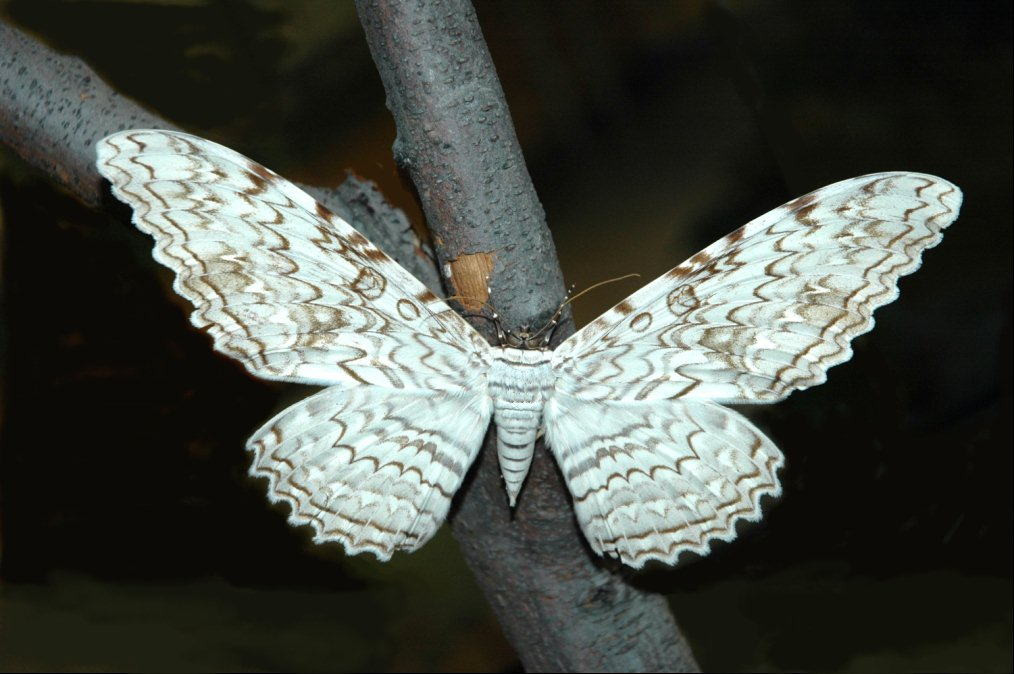
Thysania agrippina (Erebidae)
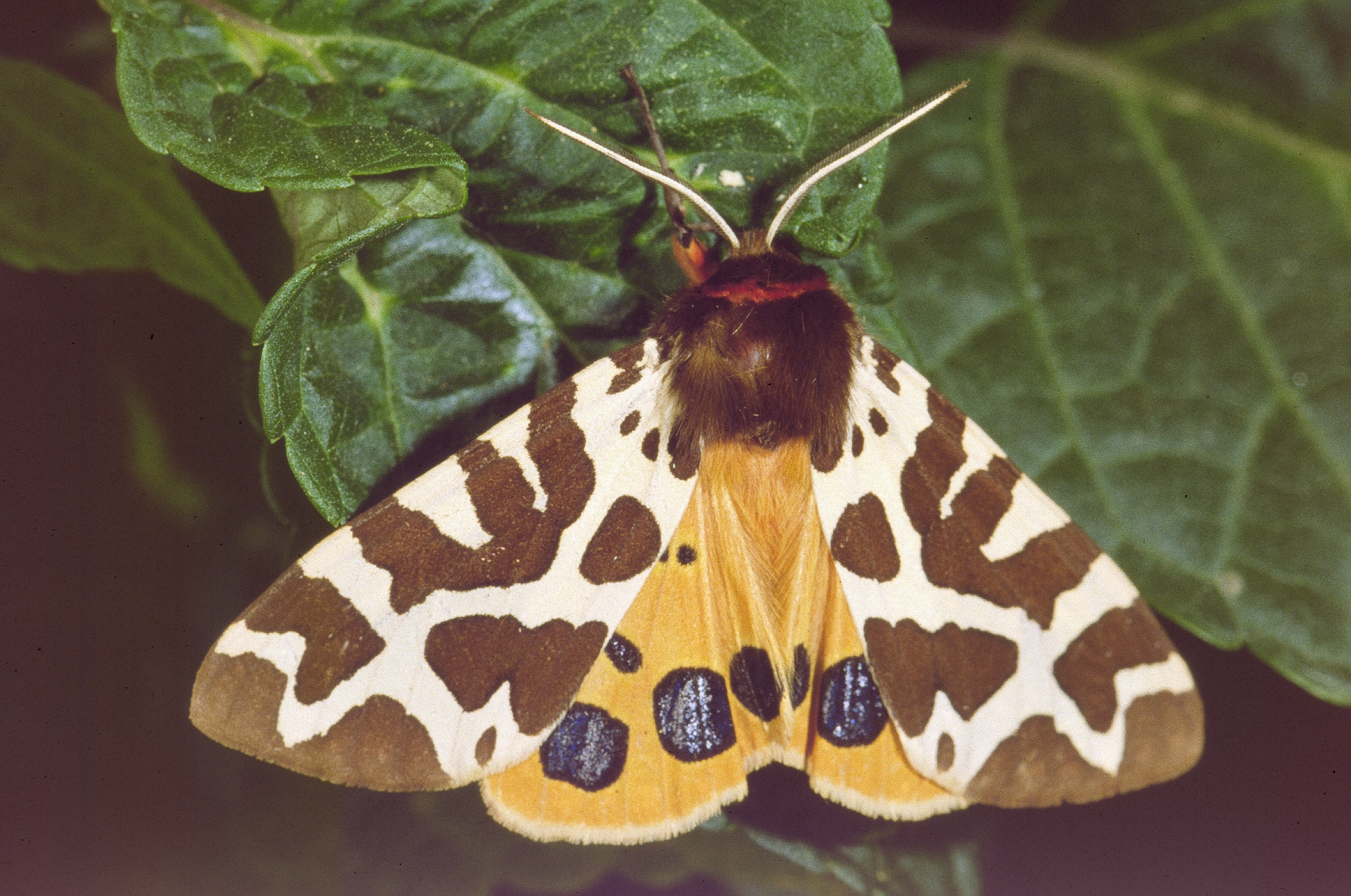
Arctia caja (Erebidae)
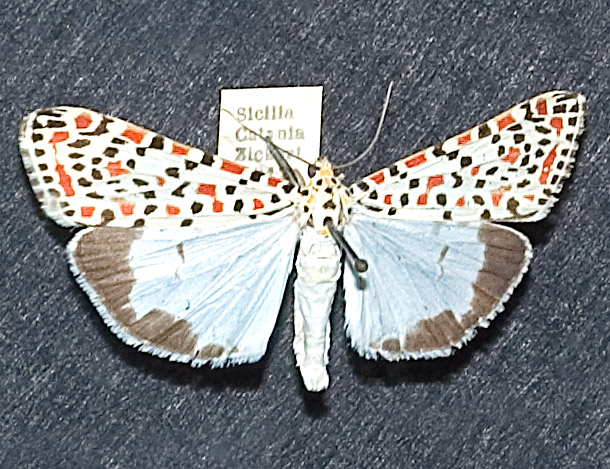
Utetheisa pulchella (Erebidae)
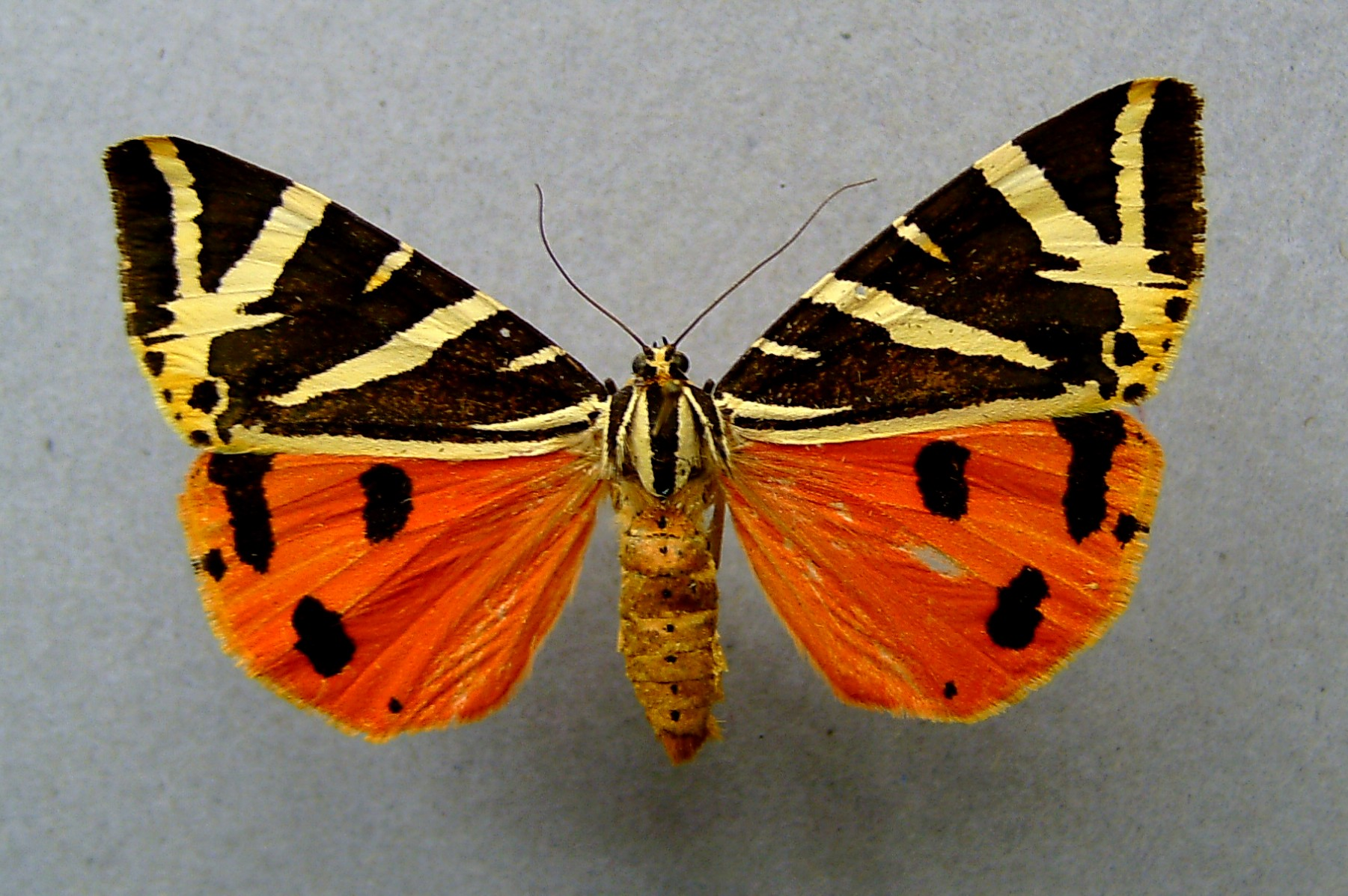
Euplagia quadripunctaria (Erebidae)
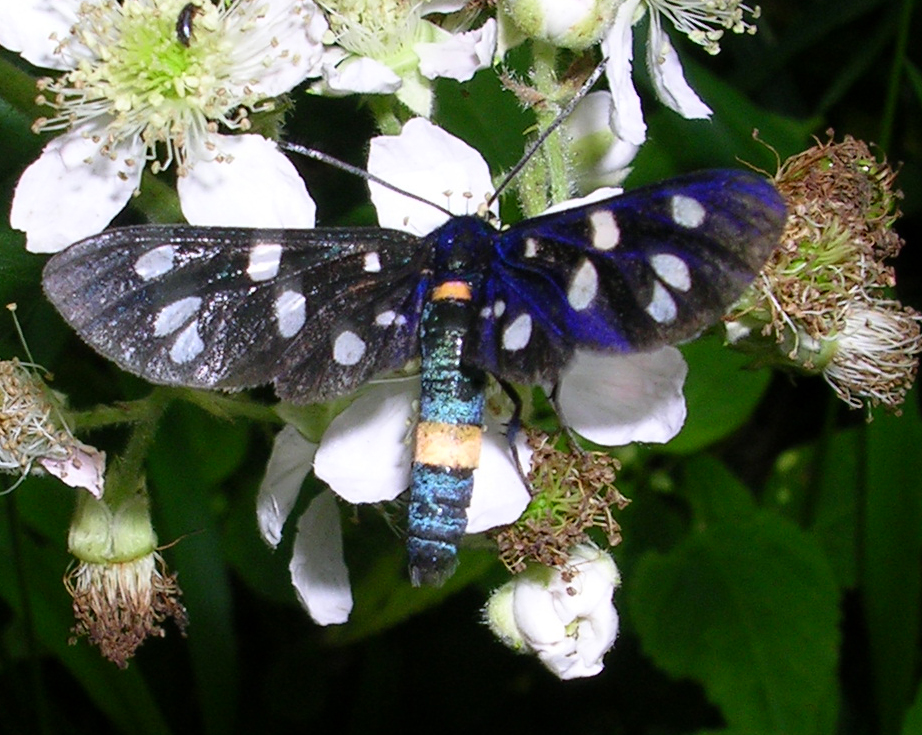
Syntomis phegea (Erebidae)